# Strozzi

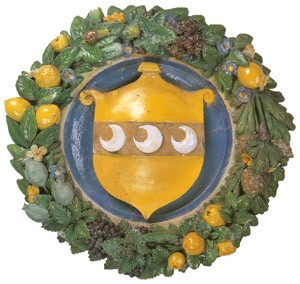
Giovanni della Robbia, Stemma degli Strozzi, XV sec. già nel Palazzo Strozzi di Mantova in Firenze, Piazza Duomo

Il Casato degli Strozzi è una delle più antiche e importanti famiglie nobili di Firenze, le cui vicende storiche si intrecciarono con alcuni degli avvenimenti più significativi del tardo Medioevo e dell'Età moderna.

## Storia
Nel XII secolo la famiglia ebbe come centro di prima origine Fiesole, con case aperte in Firenze dove ebbero immediatamente successo e notorietà. La famiglia risiedeva nella Torre degli Strozzi e negli edifici adiacenti, che ancora oggi si trovano in Via Monalda. Ubertino I Strozzi ebbe due figli, Gerio e Strozza, che combatterono nella Battaglia di Montaperti dove Gerio trovò morte nel 1260. Tramite i figli di Gerio e di Strozza la famiglia si diramò in due linee principali, che dettero vita a diversi rami diffusi in varie città d'Italia e d'Europa, che mantennero però sempre proprietà e relazioni con la città 'madre' di Firenze dove nacque la prima fortuna degli Strozzi.
Per le loro ricchezze e capacità politiche furono al centro di tutti gli snodi politici della storia di Firenze dal XIII secolo in poi. Ubertino II di Gerio era Magistrato dei Buononimi nel 1281 e fu il primo degli Strozzi a entrare nella Magistratura dei Priori Bimestrali delle Arti nel 1284 mentre suo fratello Rosso di Gerio nel 1294 fu elevato, primo della sua Casa, a Confaloniere della Repubblica fiorentina: fondò la fortuna degli Strozzi, contribuì a fondare l’oligarchia delle famiglie opulenti che dovevano comandare la Repubblica.
Grazie all'attività finanziaria la famiglia Strozzi divenne estremamente agiata, per alcuni periodi (e fino a buona parte del Quattrocento) venne documentata come la più ricca della città di Firenze. A suffragio della stima delle ricchezze esiste il registro di una tassazione chiamata prestanza, un prestito forzoso richiesto a tutte le famiglie della città nel 1343: se i Medici vennero tassati per esempio di 304 fiorini, gli Strozzi ne dovettero sborsare ben 2.063. Con l'apertura di numerose filiali bancarie in tutta Europa i suoi discendenti si sparsero un po' dappertutto, acquisendo fama e fortuna in Italia e all'estero. Il Banco Strozzi, tra i principali della città di Firenze già dal primo Trecento, prestava denaro a papi e re ed aveva filiali in tutta Europa: Francia, Spagna, Fiandre, oltre a un banco nelle principali corti italiane: Roma, Ferrara, Venezia, Napoli, Palermo, Mantova, eccetera. Fu soprattutto l'attività bancaria di altissima importanza che permise alla famiglia nei suoi vari rami di costruire una solida base economica dalla quale poi derivarono gli incarichi e gli onori, il mecenatismo e i titoli nobiliari che ricevettero da Sovrani di Napoli Angioini, Aragonesi e Borbonici, dai Sovrani di Spagna, dai Re di Francia, dagli Imperatori del Sacro Romano Impero, dai Pontefici Romani, così come dai detentori delle antiche signorie del nord Italia come i Gonzaga, i Visconti e gli Este. In ogni città gli Strozzi facevano costruire lussuose residenze che avevano scopi anche di rappresentanza verso la loro illustre clientela, ed erano ben allenati in quella palestra di banchieri che era la spietata concorrenza di Firenze.
Non a caso quando le condizioni politiche si presentarono avverse agli Strozzi, furono i capifamiglia ad essere esiliati: ciò avvenne una prima volta nel 1382 per il nipote diretto di Rosso di Gerio, Tommaso Strozzi che era stato protagonista della guerra degli otto santi e che in seguito al Tumulto dei Ciompi dovette riparare a Mantova accolto dai Gonzaga, dove portò il ramo della sua famiglia; lo stesso avvenne in seguito quando il nuovo capofamiglia in Firenze, l'illustre Palla Strozzi (maggior contribuente della Repubblica fiorentina), umanista, banchiere e ambasciatore influente, fatto Cavaliere dai Re Angioini di Napoli nel 1415, venne esiliato nel 1434 per mano di Cosimo il Vecchio De' Medici, la cui famiglia era da poco salita nell'élite economica e politica di Firenze, per poi tenere saldamente il potere nei secoli successivi. Da quel momento Palla Strozzi si trasferì a Padova e i suoi figli a Ferrara. Insieme con Palla, tutti i maschi dei vari rami degli Strozzi vennero banditi da Firenze. Alcuni successivamente riuscirono a rientrare, come Filippo Strozzi il Vecchio che dopo aver avuto successo con il Banco Strozzi a Napoli, rifondò la fortuna della famiglia in Firenze dove dette avvio al magnifico Palazzo Strozzi iniziato nel 1489.
In tutto gli Strozzi diedero alla città di Firenze 93 priori e sedici Gonfalonieri di Giustizia; allo stesso tempo furono governatori, giudici, ambasciatori, nei diversi rami della famiglia, per il Ducato di Mantova, il Ducato di Ferrara, Roma e lo Stato Pontificio, la Repubblica di Venezia, il Regno di Francia, il Sacro Romano Impero, il Regno di Sicilia, con cariche politiche, militari e ecclesiastiche.
Nel 1422 tre membri della famiglia furono in contemporanea ambasciatori presso la Repubblica di Venezia: Uberto Strozzi per conto del Marchesato di Mantova, Nanne Strozzi per Signoria di Ferrara e il celebre umanista Palla Strozzi per la Repubblica di Firenze - prima che venisse esiliato da Firenze per mano dei Medici nel 1434.
Gli Strozzi ebbero uomini di chiesa, fra i quali il beato Alessio Strozzi - XIV sec. - priore della basilica di Santa Maria Novella, il cardinale Lorenzo Strozzi, l'Arcivescovo Leone Strozzi, i vescovi Alessandro Strozzi, Roberto Strozzi, Luigi Maria Strozzi, ed ebbero diverse cariche in tutti gli ordini della Chiesa in Firenze, Roma, Mantova e altrove, in particolare nell'ordine dei Padri Domenicani: infatti, gli Strozzi nelle diverse città dove abitavano ereggevano le loro cappelle gentilizie e avevano giuspatronato in principale modo nelle Chiese rette dai Domenicani come la Basilica di Santa Maria Novella a Firenze, la Chiesa di San Domenico a Mantova e la Chiesa di San Domenico di Ferrara, così come la Basilica Santuario Beata Vergine del Molino a Lugo e la Basilica di Santa Maria sopra Minerva a Roma; in seguito, gli Strozzi ebbero esponenti anche nei Gesuiti, come il predicatore Padre Tommaso Strozzi, in Napoli e a Roma. Ebbero anche teologi nelle università italiane oltre a quelle di Parigi e Oxford dal XIV secolo.
Soprattutto, gli Strozzi furono grandi banchieri in tutta Europa e nelle terre allora conosciute, uomini politici ed ebbero numerosissimi condottieri militari di valore.

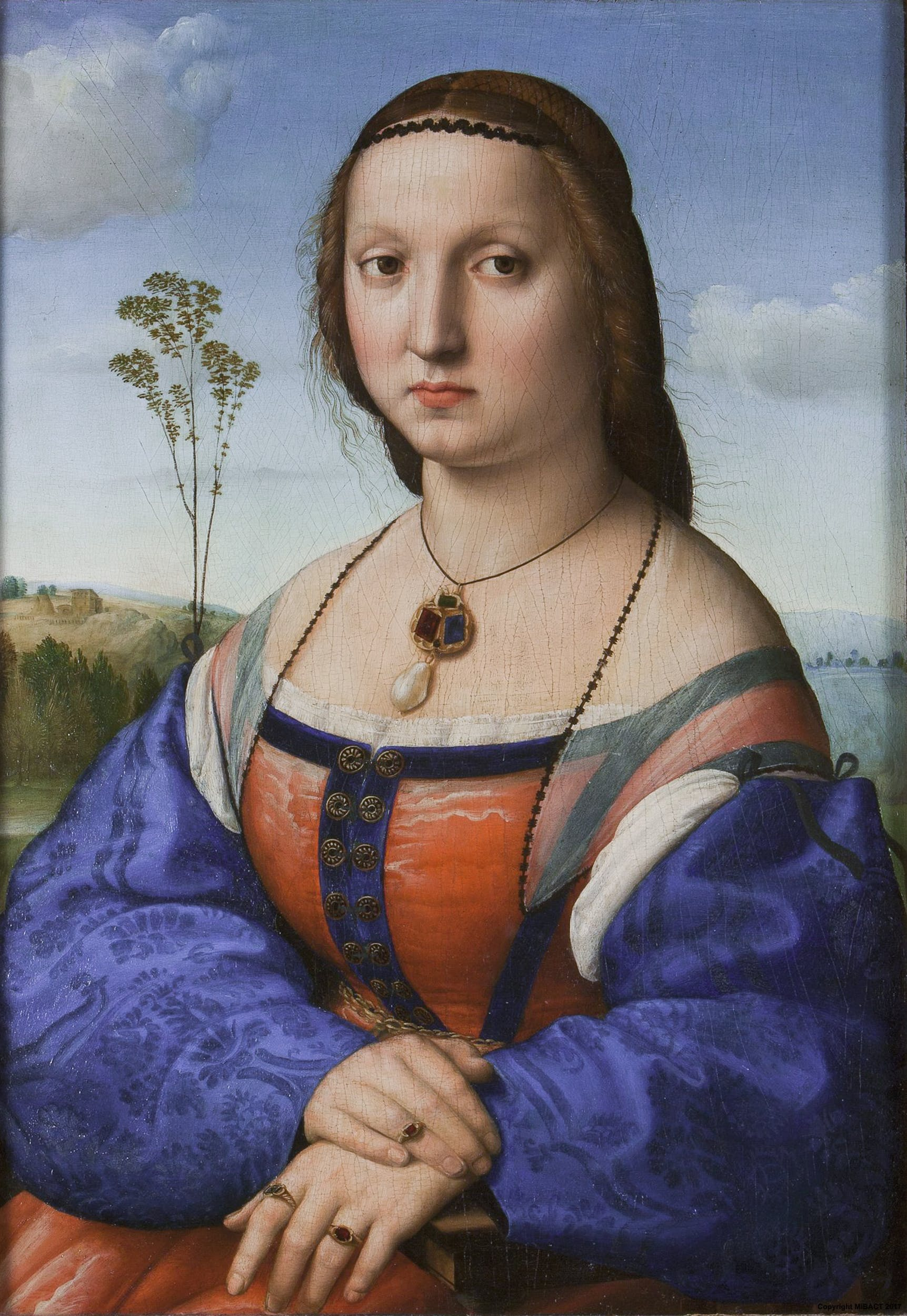
Raffaello Sanzio, Ritratto di Maddalena Strozzi, 1504-1506. Firenze, Le Gallerie degli Uffizi

Nanne Strozzi (1376-1427) fu comandante generale delle truppe estensi di Ferrara, Uberto Strozzi dalla fine del '300 fu condottiero per i Gonzaga a Mantova, così come Pietro Strozzi agli inizi del '500. Celebri furono Leone Strozzi, Cavaliere dell'Ordine di Malta nel 1530, Piero Strozzi (nominato nel 1554 Maresciallo di Francia da Enrico II) così come Filippo di Piero Strozzi. Diversi esponenti della famiglia combatterono e morirono nella Battaglia di Lepanto (1571), con cariche di comando militare fra i quali Pandolfo Strozzi, Generale delle galere dell'Ordine di S. Stefano. Diversi esponenti della famiglia sono sepolti nella Concattedrale di San Giovanni a La Valletta, Malta. Nel Seicento, Peter Strozzi (1626–1664), Conte di Schrattenthal, fu Generale austriaco ucciso dagli Ottomani all'assedio di Novi Zrin (Croazia), e un monumento lo commemora ancora a Praga. Sposato con Maria Katharina Khevenhüller ebbe residenza a Vienna nel Palais Strozzi nella Strozzigasse. Il figlio Conte Jacob Strozzi fu Generale e Colonnello Maresciallo delle armate del Sacro Romano Impero. Fino ad oggi si possono contare una dozzina di rami patrizi diversi degli Strozzi, vissuti in varie città italiane e estere. Oltre ai rami fiorentini, mantovano e ferraresi ricordiamo quelli stabilitesi sulle tratte commerciali di Napoli, Palermo, in Avignone, Lione, così come nelle Fiandre, a Barcellona e a Vienna. Annibale Strozzi visse in Polonia con discendenza; Piero Strozzi (Firenze,1483 - 1522), figlio di Andrea Strozzi (del ramo di Gerio) e di Elisabetta di Pandolfo di Giovanni Rucellai, fu un esploratore al seguito dei portoghesi e di Giovanni da Empoli, prese parte nel 1510 all'assedio di Goa che divenne capitale del Vicereame dell'India portoghese, alla presa di Malacca in Malaysia, andò a Kochi e fu fra i primi europei a inoltrarsi nell'arcipelago indonesiano delle isole Molucche. Morì senza discendenza ma altri membri della famiglia, discendenti dal ramo dal pittore Zanobi Strozzi (1412-1468), vissero a Goa, così come anche un Lorenzo Strozzi nella seconda metà del '500 fu il banchiere più influente residente nella capitale del vicereame portoghese, al quale si riferivano i Medici così come le famiglie fiorentine e più in generale italiane per aprire e intensificare nuove vie commerciali con le Indie.

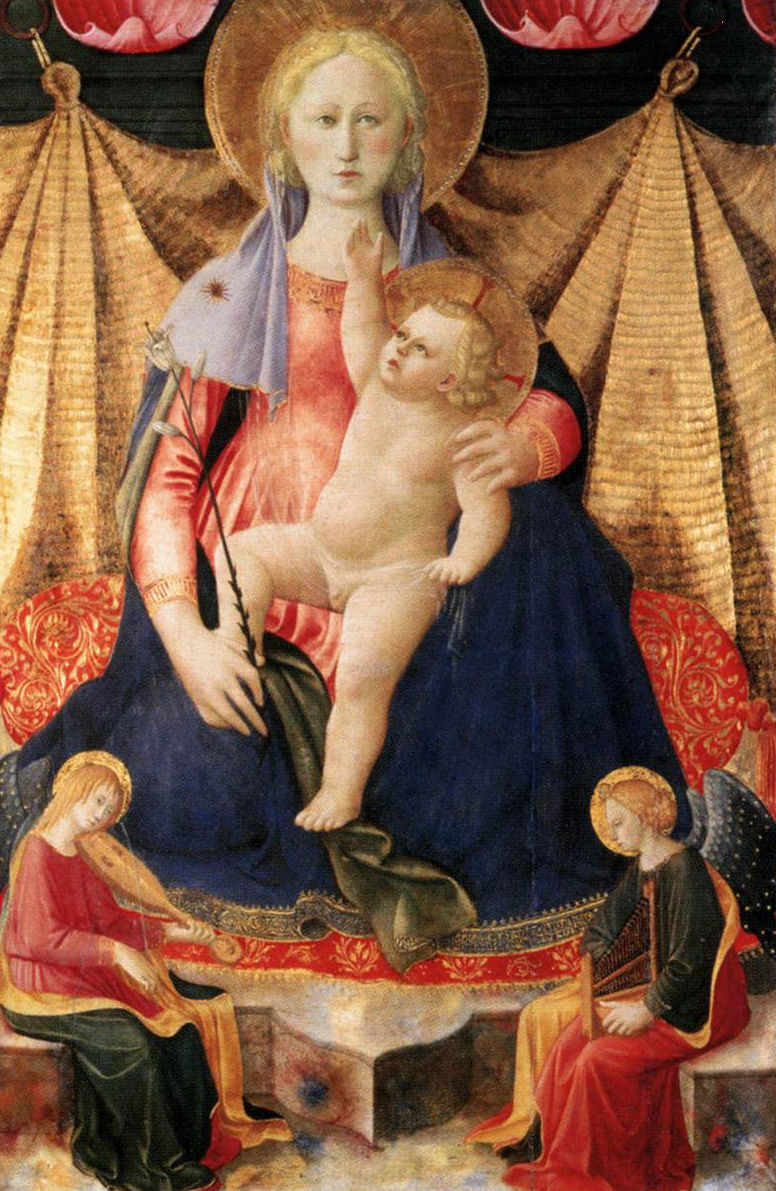
Zanobi Strozzi, Madonna dell'Umiltà, Milano, Museo Poldi Pezzoli

Di fatto, fra la fine del '400 e il '500, nel "secolo delle scoperte" navi dell'Europa intera, armate da case commerciali italiane e fiorentine (i Berardi, gli Strozzi, i Frescobaldi, i Marchionni, i Sernigi, i Gondi) e capitanate dai Colombo, dai Vespucci, dai Caboto e dai Verrazzano compirono fra le più decisive imprese della storia umana occidentale, raddoppiando i confini del mondo ai continenti fino ad allora poco visitati o sconosciuti, dalle Indie orientali alle Americhe.
Innumerevoli le committenze affidate dai diversi rami della famiglia Strozzi ai più grandi artisti dal tardo medioevo al Rinascimento: dall'Orcagna al Beato Angelico, da Benedetto da Maiano ai Della Robbia, da Raffaello Sanzio a Giulio Romano, da Michelangelo Buonarroti a Tiziano. Se ne ricordano alcune: gli affreschi trecenteschi di Nardo di Cione strutturati secondo la Divina Commedia di Dante Alighieri e il polittico con Cristo in trono e santi dell'Orcagna per la Cappella Strozzi di Mantova nella Basilica di Santa Maria Novella a Firenze; nella stessa Basilica, la Cappella dell'Annunciazione, la Cappella di Filippo Strozzi con il ciclo di affreschi di Filippino Lippi, e la tomba di Filippo Strozzi, scolpita da Benedetto da Maiano che ritrae l'effigiato anche nel Busto di Filippo Strozzi oggi al Louvre. Mino da Fiesole scolpisce il busto di Niccolò Strozzi (1454) e Desiderio da Settignano quello di Marietta Strozzi (1464), entrambe al Bode Museum di Berlino. Nella Sagrestia di Santa Trinita a Firenze è conservata la Cappella Strozzi commissionata dal celebre Palla Strozzi in onore del padre Onofrio Strozzi e realizzata da Lorenzo Ghiberti, a cui sarebbe poi subentrato Michelozzo, con opere di Puccio Capanna, Gentile da Fabriano, Luca della Robbia e dove era la Deposizione Strozzi di Lorenzo Monaco e Beato Angelico (ora nel Museo di San Marco) e la Adorazione dei Magi di Gentile da Fabriano, oggi alla Galleria degli Uffizi.
Delle committenze collegate agli scambi diplomatici e commerciali degli Strozzi è testimonianza emblematica la Tavola Strozzi (XV sec.), donata da Filippo Strozzi al re Ferrante d’Aragona: una delle più celebri rappresentazioni a noi giunte di Napoli in epoca Angioina e Aragonese. Il poeta e politico Tito Vespasiano Strozzi, del ramo ferrarese, venne effigiato in un ritratto (ora alla Fondazione Cini di Venezia) da Baldassarre d'Este, figlio naturale di Niccolò III d'Este. Agli inizi del '500 in occasione delle nozze fra Agnolo Doni e Maddalena Strozzi, vennero realizzati da Raffaello i celebri Ritratto di Agnolo Doni e Ritratto di Maddalena Strozzi, oltre al Tondo Doni di Michelangelo, conservati agli Uffizi. Successivamente, Tiziano eseguì il Ritratto di Clarissa Strozzi (ora alla Gemäldegalerie di Berlino) mentre il Mausoleo di Pietro Strozzi ora nella Basilica di Sant'Andrea a Mantova è di Bernardino Germani su progetto Giulio Romano. Su un originario progetto di Michelangelo poi riadattato è la seicentesca Cappella Strozzi nella Basilica di Sant'Andrea della Valle a Roma mentre L'Autunno di Pietro Bernini e Gian Lorenzo Bernini, così come forse l'intero ciclo delle Quattro Stagioni Aldobrandini, fu realizzato per il principe Leone Strozzi, uno dei primi mecenati del Bernini a Roma.
Zanobi Strozzi (1412-1468), appartenente a un ramo secondario della famiglia, prese parte al patriziato cittadino di Firenze e fu lui stesso pittore e miniatore, fra i principali collaboratori di Beato Angelico. Fra gli innumerevoli intellettuali della famiglia si annoverano:
Palla Strozzi (Firenze, 1372 – Padova, 18 maggio 1462), letterato, filologo e filosofo, fra i più grandi umanisti del suo tempo oltre che il maggior contribuente della Repubblica di Firenze, oppositore dei de'Medici che prevalsero sulla sua fazione, esiliato a Padova nel 1434.
I ferraresi Tito Vespasiano Strozzi e suo figlio Ercole Strozzi furono politici e letterati alla Corte degli Este, autori fra i più celebri componimenti poetici, letterari e teatrali in lingua latina dell'Umanesimo. L'opera letteraria di Tito Vespasiano Strozzi fu pubblicata da Aldo Manuzio nel 1513, assieme alle composizioni del figlio Ercole, con il titolo di Strozii poëtae pater et filius. Ercole Strozzi fu amico di Ludovico Ariosto e confidente di Lucrezia Borgia. La sorella di Tito Vespasiano Strozzi, Lucia Strozzi fu la madre del poeta Matteo Maria Boiardo.
Alessandro Strozzi fu umanista e cartografo, visse a Venezia e a lui si deve la Pianta di Roma fra le più significative della Città Eterna, realizzata nel XV secolo.
Agostino Strozzi (1450 - post 1505), abate agostiniano a Mantova, amico dell'umanista Mario Equicola e confidente di Isabella d'Este, marchesa di Mantova, fu autore di uno dei primi trattati in difesa del genere femminile: La defensione delle donne.
Uberto Strozzi (?-1553) del ramo 'di Mantova' fu letterato e fondatore dell'Accademia dei Vignaiuoli a Roma, fra i famigliari del Cardinale Pompeo Colonna, sepolto e raffigurato in busto; marmoreo nella Basilica di Santa Maria sopra Minerva.

Francesco di Soldo Strozzi, intorno alla metà del '500, tradusse Tucidide e Senofonte dal greco antico alla lingua italiana. 

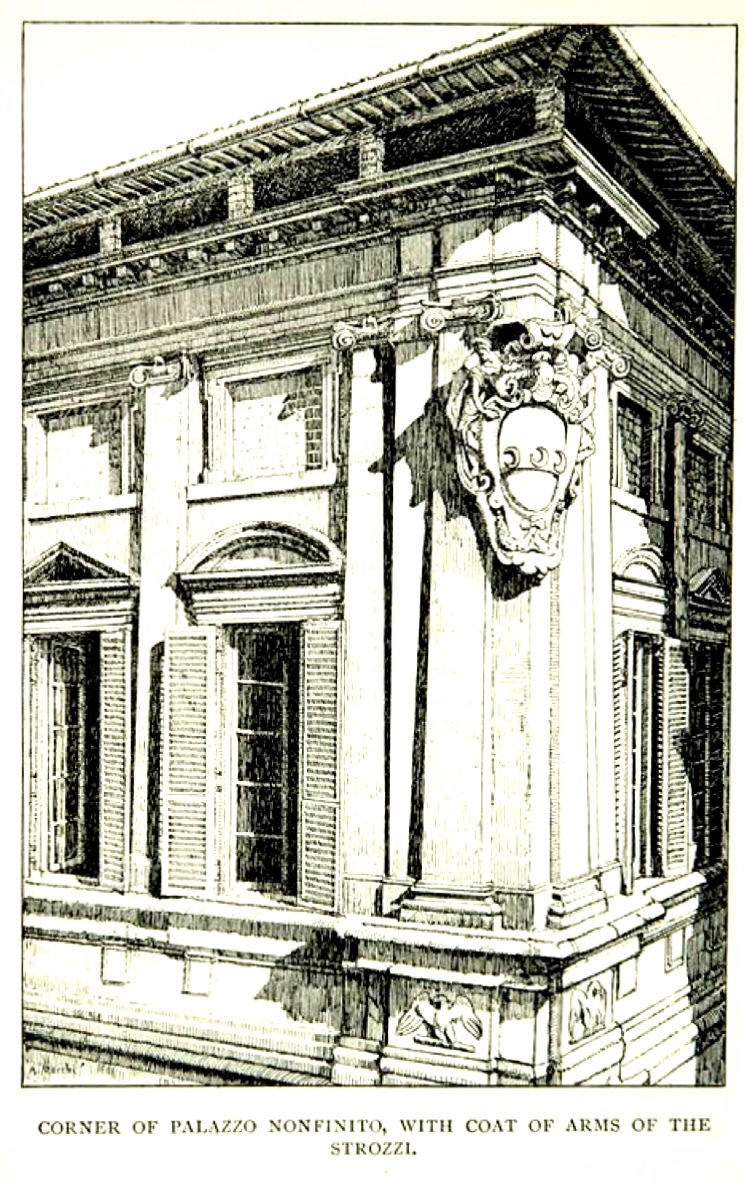
Prospetto di Palazzo Nonfinito a Firenze, con Stemma Strozzi in angolo. Progettato da Bernardo Buontalenti nel XVII sec.

Ciriaco Strozzi, studioso dall’erudizione sconfinata e dai molteplici interessi (medicina, architettura, botanica), compose in greco l’integrazione della Politica di Aristotele, ritenuta incompiuta, con i libri IX e X del trattato, pubblicati a Firenze nel 1562.
Piero Strozzi (1550 - post 1609), musicista fiorentino fece parte della Camerata de' Bardi e fu autore della Mascherata degli accecati.
Giulio Strozzi, nato a Venezia nel 1583, fu poeta e librettista per le opere di Claudio Monteverdi e del compositore Francesco Cavalli e padre adottivo della compositrice Barbara Strozzi.
Il Senatore Carlo Strozzi (1587-1670), conte palatino, raccolse una celebre biblioteca di codici latini, "Carte Strozziane", poi suddivisi una volta estintasi la sua discendenza, fra la Biblioteca Laurenziana e la Magliabechiana di Firenze.
Il letterato fiorentino Giovan Battista Strozzi, nei primi anni del Seicento, era solito riunire l'Accademia degli Alterati nel cinquecentesco Palazzo Strozzi del Poeta. Celebre anche il Palazzo Nonfinito progettato da Bernardo Buontalenti nel XVII sec. per un ramo collaterale degli Strozzi, che ebbero casa anche a Venezia in Palazzo Morosini Strozzi (XVI sec.)
Una dozzina di umanisti e intellettuali della famiglia Strozzi entrarono nell'Accademia della Crusca.
In tempi più recenti, il Marchese Carlo Teodoro Strozzi 'di Mantova' (1810-1866), numismatico e archeologo, primo direttore del Museo di Fiesole, fonda nel 1869 a Firenze il Periodico di Numismatica e Sfragistica. La sua celebre collezione di monete antiche è oggi al Museo archeologico nazionale di Parma e la sua collezione di reperti fossili compone la Collezione Strozzi, sistemata nell'omonima Sala nel Museo di storia naturale di Firenze. È sepolto al camposanto di Pinti, cimitero della Ven. Arciconfraternita della Misericordia di Firenze.
Nel campo imprenditoriale, il principe Leone Strozzi Majorca Renzi fu amministratore unico della Automobili Florentia - Fabbrica Toscana di Automobili (F.T.A.) casa automobilistica italiana, attiva dal 1901 al 1910 che produsse alcune delle più pregiate automobili d'inizio secolo (un esemplare è conservato al Museo dell'automobile di Torino).
Con i moti risorgimentali, il Marchese Massimiliano Strozzi Sacrati, del ramo mantovano, scrisse un trattato nel 1846 con il quale intendeva proporre un’Italia federale “Gli Stati Uniti d’Italia” sull'esempio degli Stati Uniti, dove aveva viaggiato e studiato la società e la Costituzione. Il suo palazzo Strozzi Sacrati in Ferrara, divenne in seguito il quartier Generale della III Guerra d’Indipendenza dove venne ospitato nel 1866 S.M. il Re d’Italia Vittorio Emanuele II.
A seguito dell'Unità d'Italia, gli Strozzi entrarono nella vita politica del nuovo stato, tramite i Senatori: Marchese Luigi Strozzi 'di Mantova' (1801-1868), Principe Ferdinando Lorenzo Strozzi Majorca Renzi (1821-1878), Principe Piero Strozzi Majorca Renzi (1855-1907).

## Linea di Gerio

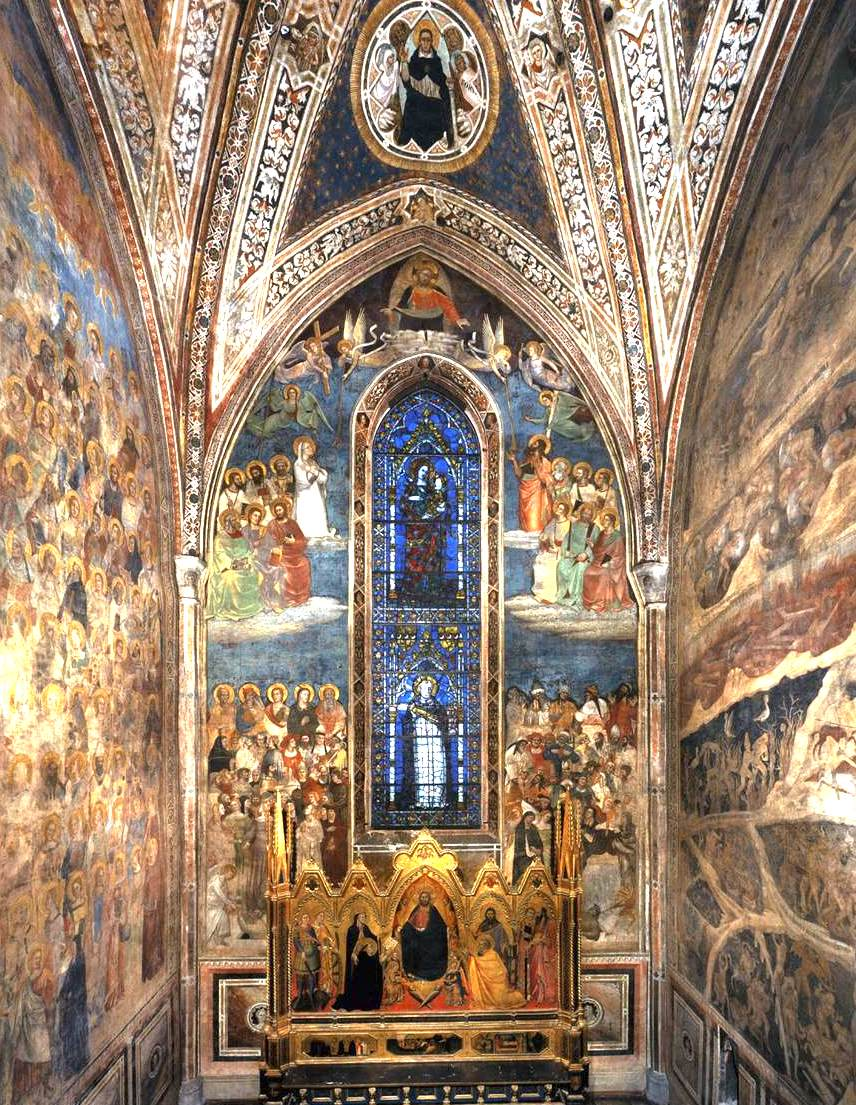
Cappella Strozzi di Mantova nella Basilica di Santa Maria Novella a Firenze, 1335. Con affreschi di Nardo di Cione e Polittico dell'Orcagna (1350 - 1357)

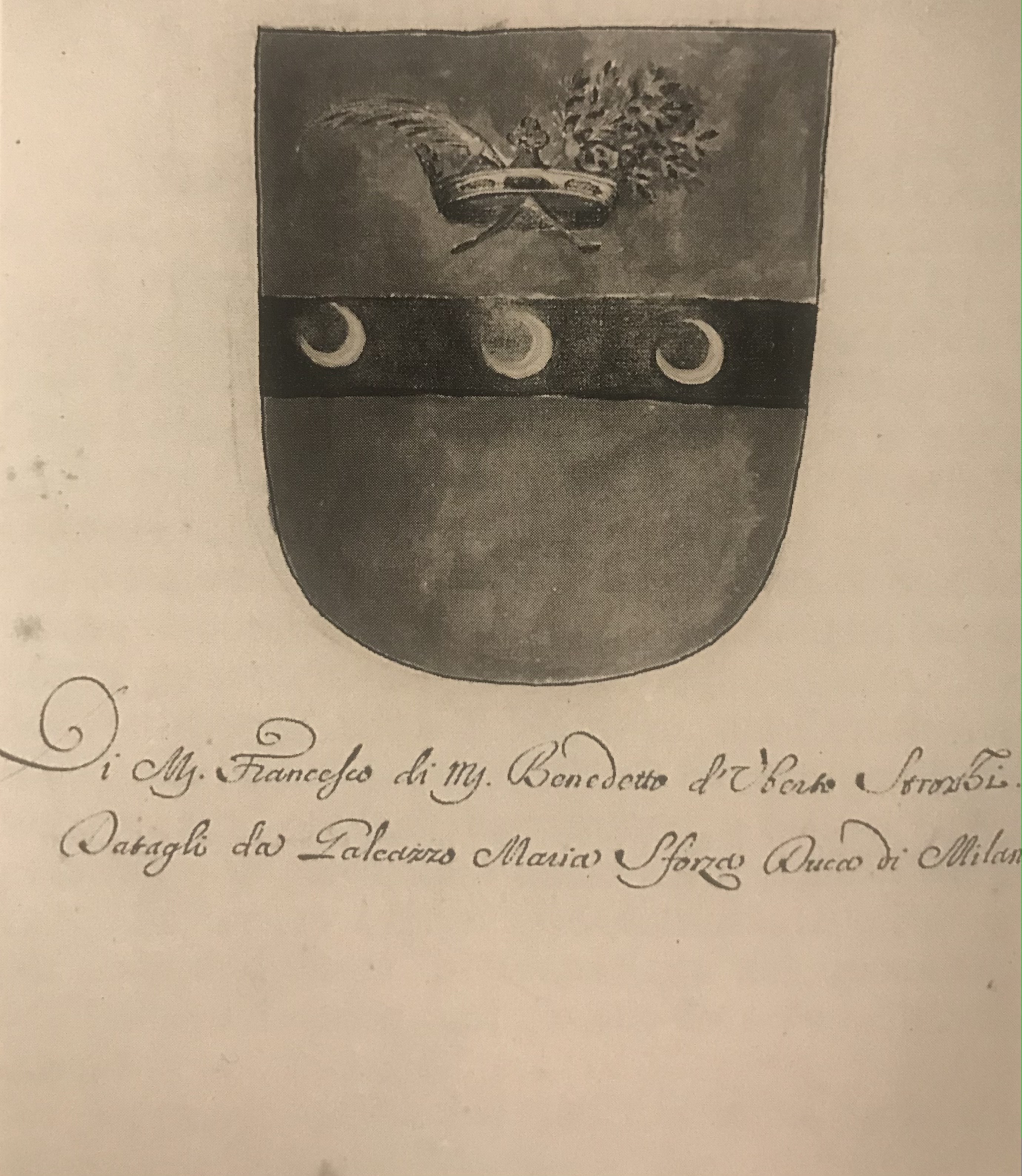
Stemma di Francesco di Benedetto Strozzi di Mantova, Conte di Montalto, 1474

Linea di Gerio, Strozzi di Firenze e 'di Mantova' - Marchesi Strozzi
L'immediata discendenza di Gerio figlio di Ubertino I Strozzi ebbe grandi onori accedendo alle più alte cariche della Repubblica fiorentina. Ubertino II, figlio Gerio era Magistrato dei Buononimi nel 1281 e fu il primo della Casa Strozzi a entrare nella Magistratura dei Priori Bimestrali delle Arti nel 1284, e altre cariche per Firenze. Suo fratello Rosso di Gerio nel 1294 fu elevato, primo degli Strozzi, a Confaloniere della Repubblica fiorentina, fondò la fortuna della sua famiglia e contribuì a fondare l’oligarchia delle famiglie opulenti che dovevano comandare la Repubblica: possedeva una Cappella in Santa Maria Novella in Firenze (in seguito nota come Cappella Strozzi di Mantova) che dotò, successivamente affrescata fra il 1350 e il 1357 da Nardo di Cione con il ciclo Giudizio Universale, Inferno e Paradiso strutturati secondo la Divina Commedia di Dante Alighieri. Il figlio di Rosso di Gerio, Ubertino III Strozzi fu tra i protagonisti della riforma dell'amministrazione repubblicana dopo la cacciata dei ghibellini da Firenze nel 1328, stabilendo, in qualità Gonfaloniere di Giustizia nel 1336, che chiunque volesse esercitare un'attività dovesse essere iscritto ad una delle corporazioni delle Arti, estromettendo quindi la nobiltà feudale dall'esercizio delle professioni e favorendo la corsa al potere del ceto dei mercanti, che proprio in quegli anni tessevano le loro trame per i quegli straordinari casi di ascesa sociale che si sarebbero manifestati a partire dal secolo seguente (come fu in seguito per de Medici). Morendo senza figli Ubertino III Strozzi la linea principale di Gerio continuò comunque nei discendenti del di lui fratello Marco Strozzi di Rosso. Il figlio di Marco, Tommaso Strozzi dal 1375 fu della magistratura degli “Otto della Guerra” per difendere Firenze contro il Papato (nella cosiddetta guerra degli otto santi). In seguito al Tumulto dei Ciompi, Tommaso Strozzi strinse triumvirato con Benedetto Alberti e Salvestro Medici fino al 1382, quando dovette riparare alla corte dei Gonzaga a Mantova, dove rimase (pur riuscendo a mantenere parte delle proprietà fiorentine e scambi con la città), dando vita al ramo degli Strozzi della linea di Gerio detta ‘di Mantova’. La linea che prese origine da Tommaso Strozzi, discendente da Rosso Strozzi di Gerio, figlio di Marco Strozzi. è tuttora esistente e annoverò numerosi esponenti della famiglia che furono al servizio dei Gonzaga e poi degli Asburgo d'Austria. Uberto I Strozzi fuggito col padre Tommaso Strozzi da Firenze e riparato alla corte dei Gonzaga a Mantova, fu uomo d'armi al servizio dei Gonzaga contro i Visconti nel 1397 e riceve un feudo dai Gonzaga dove sorgerà in seguito la Villa Strozzi (Palidano). Uberto I Strozzi sposò Lucrezia Salviati e loro figlio Benedetto Strozzi (nel XV secolo) fu al servizio di Mantova e degli Estensi e fatto Cavaliere dall’ Imperatore Federico III d'Asburgo nel 1451). Benedetto sposò in prime nozze Caterina Gonzaga di Novellara da cui nacque Uberto II Strozzi che proseguì la linea 'di Mantova'  e in seconde nozze Lucrezia Guicciardini. Da quest'ultima unione nacque Francesco Strozzi (XV secolo), al servizio degli Sforza, che diede origine nel 1474 al ramo collaterale dei Conti di Montalto estintosi nella seconda metà del Seicento.

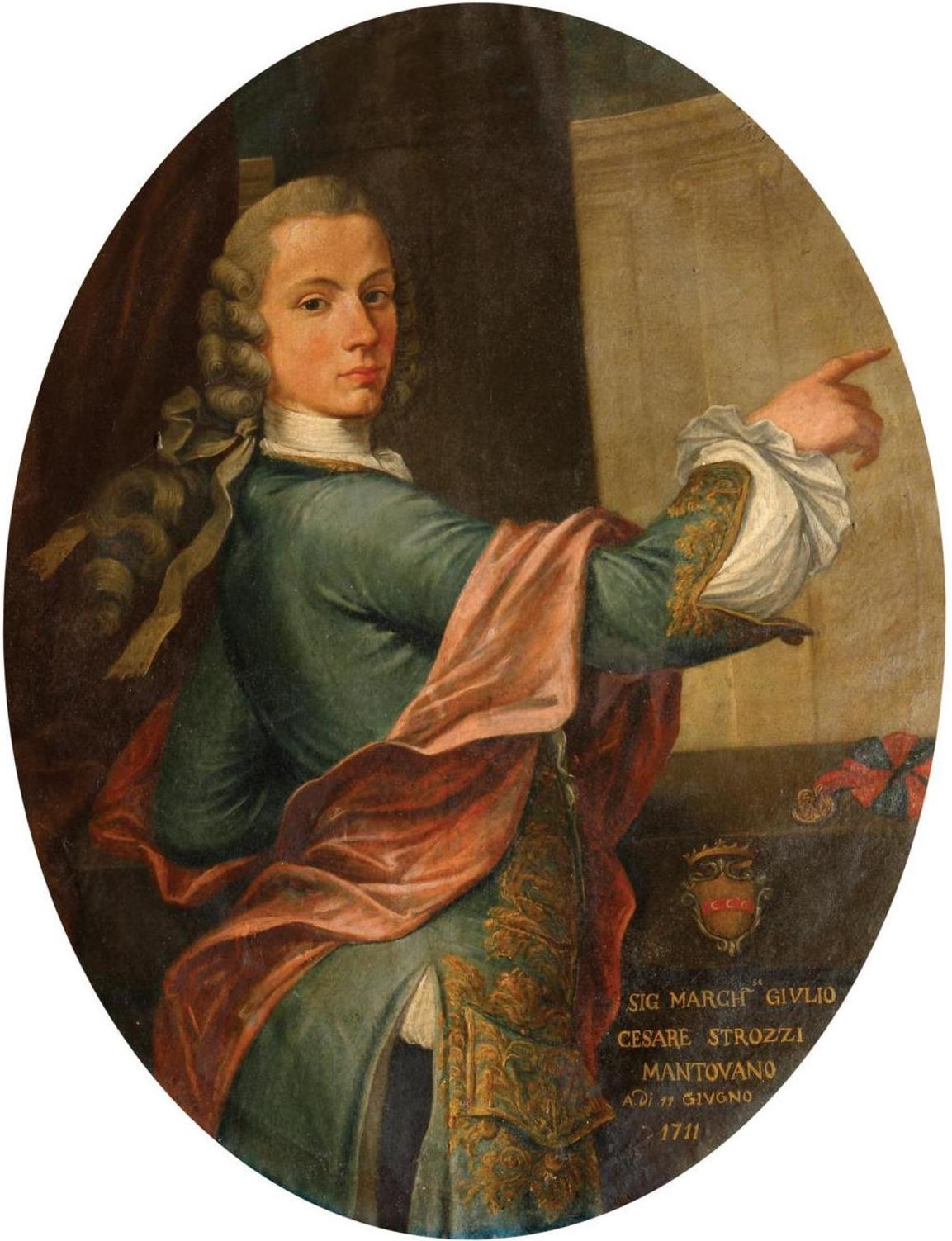
Ritratto del Marchese Giulio Cesare Strozzi, 1711. Parma, Convitto Nazionale Maria Luigia

Uberto II Strozzi (ca. 1440-1495) sposa Lodovica Visconti e dalla loro unione nasce Tommaso II Strozzi (ca. 1470-1550), politico e ambasciatore, marito di Francesca Castiglione, sorella del celebre umanista Baldassarre Castiglione. Dei loro figli, Uberto Strozzi (?-1553), letterato e fondatore dell'Accademia dei Vignaiuoli a Roma, fra i famigliari del Cardinale Pompeo Colonna, seguì la carriera prelatizia ottenendo nel 1539 l'incarico di segretario apostolico: è sepolto e raffigurato in busto marmoreo nella Basilica di Santa Maria sopra Minerva in Roma. Suo fratello Lodovico Strozzi (1502-1565), prosegue la linea degli Strozzi 'di Gerio' ed è Governatore ducale a Mantova: sposa Maria di Carlo di Gianfrancesco Strozzi, discendente del celebre Palla Strozzi (vedi successivamente la voce Linea di Strozza - Strozzi di Firenze, Padova e 'Ferrara'. Ramo 'di Palla'). Dei figli di Lodovico Strozzi, Giulio Strozzi (detto Pompeo), fu Ambasciatore, governatore e capitano generale delle armi del Ducato di Mantova nel Monferrato, dove ebbe terre e titolo di Conte di Treville (1590), morendo senza eredi; il fratello Pompeo I Strozzi (1537-1582), figlio di Lodovico, è Ambasciatore dei Gonzaga e creato Cavaliere dell'Ordine di Santiago dal Re di Spagna, con discendenza. Nella sua abitazione, come da testamento, si sarebbe conservato il cartone preparatorio della Guerra di Pisa (Battaglia di Cascina), che Michelangelo avrebbe dovuto utilizzare per realizzare l'affresco nel Palazzo Vecchio di Firenze e che forse venne disperso durante il sacco di Mantova del 18 luglio 1630. Dall'unione di Pompeo I Strozzi con Ricciarda Gonzaga di Novellara nasce Giulio Cesare Strozzi (?-1631), ambasciatore, Governatore di Casale e del Monferrato, Cavaliere dell'Ordine del Redentore (1628), sposa Francesca Pensa di Cigliaro e dal 1614 è Marchese di Cigliaro e Rocca; in seconde nozze Giulio Cesare Strozzi sposa Anna del Carretto Marchese di Grana acquisendo il diritto al titolo marchionale per tutta la discendenza maschile Strozzi del suo ramo. Nel momento storico nel quale la politica dei Gonzaga si intreccia con la Casa d'Austria, gli Strozzi 'di Mantova' sono alla corte di Vienna e in rapporto con le corti mitteleuropee: le figlie di Giulio Cesare Strozzi, Maria Francesca (1620-1668) e Maria Lucrezia (1622 -1694) sono date in moglie rispettivamente alle famiglie Attems e Radziwiłł, membri principeschi rispettivamente della Casa d'Austria e del Granducato di Lituania, mentre il figlio Palla Strozzi (?-1690) sposa Lavinia Capilupi, continua gli onori del padre in qualità di Governatore di Casale e del Monferrato, è Cavaliere dell'Ordine del Redentore (1646) e Maggiordomo Maggiore dei Duchi di Mantova. Il figlio di Palla Strozzi, Marchese Pietro Antonio, è Ministro di Stato ed è in missione a Parigi per cercare di salvare il Ducato ai Gonzaga nel 1707, sposa Cristina dei Marchesi Ferrero della Marmora e continua la discendenza a Mantova con il figlio marchese Francesco Strozzi che sposa Delia Guerrieri Gonzaga: loro figlio maggiore il Marchese Filippo Strozzi (1708-1773) prosegue la linea 'di Mantova' (mentre il fratello più giovane, abate Pietro Strozzi (1723 -1803) si trasferisce nel Polesine di Rovigo dove la sua discendenza risiederà nel Palazzo Strozzi di Bergantino - oggi Museo della giostra - dando vita a un ramo collaterale degli Strozzi con sede a Bergantino. 

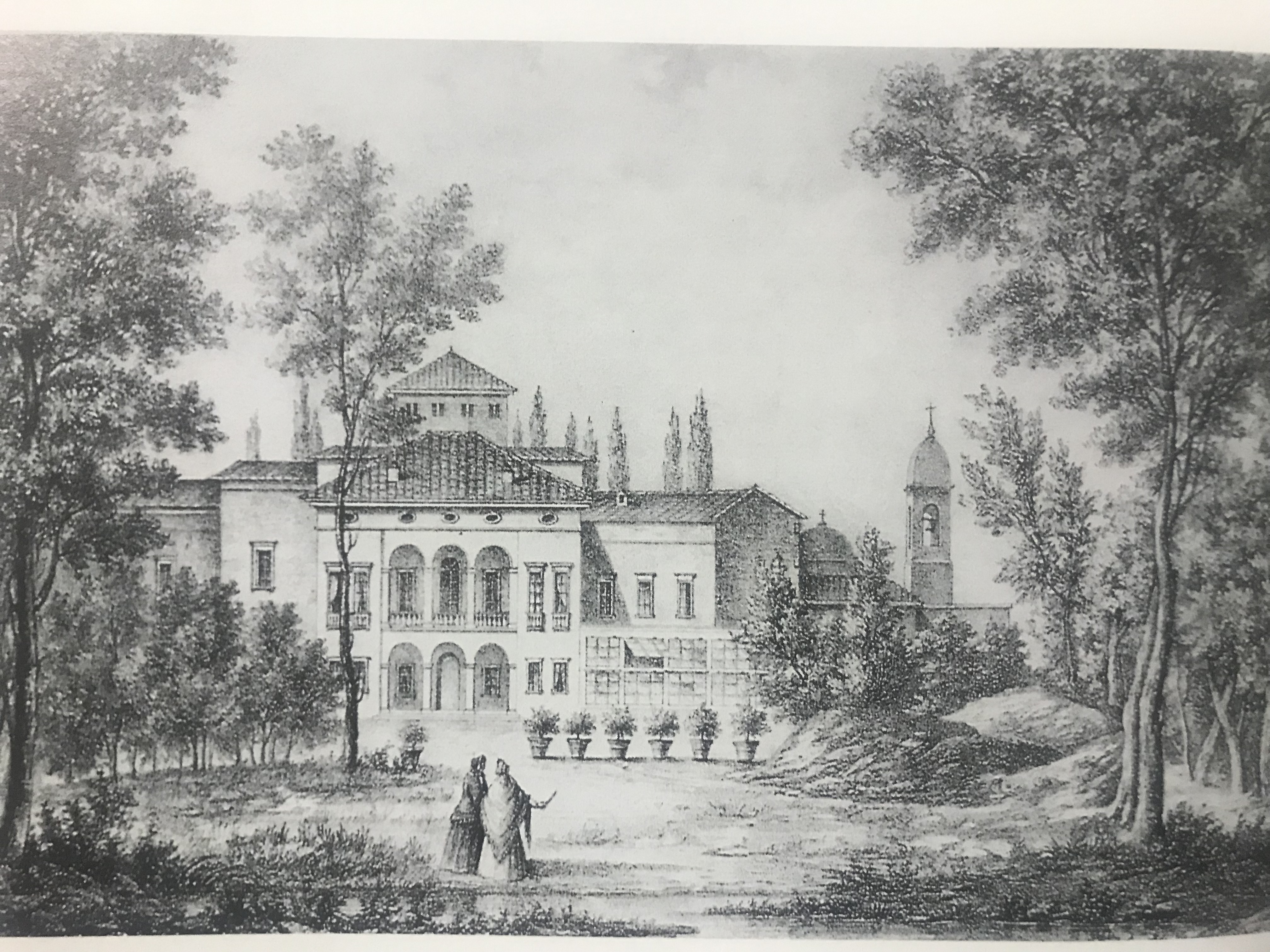
Veduta settecentesca della Villa Strozzi a Palidano, Mantova

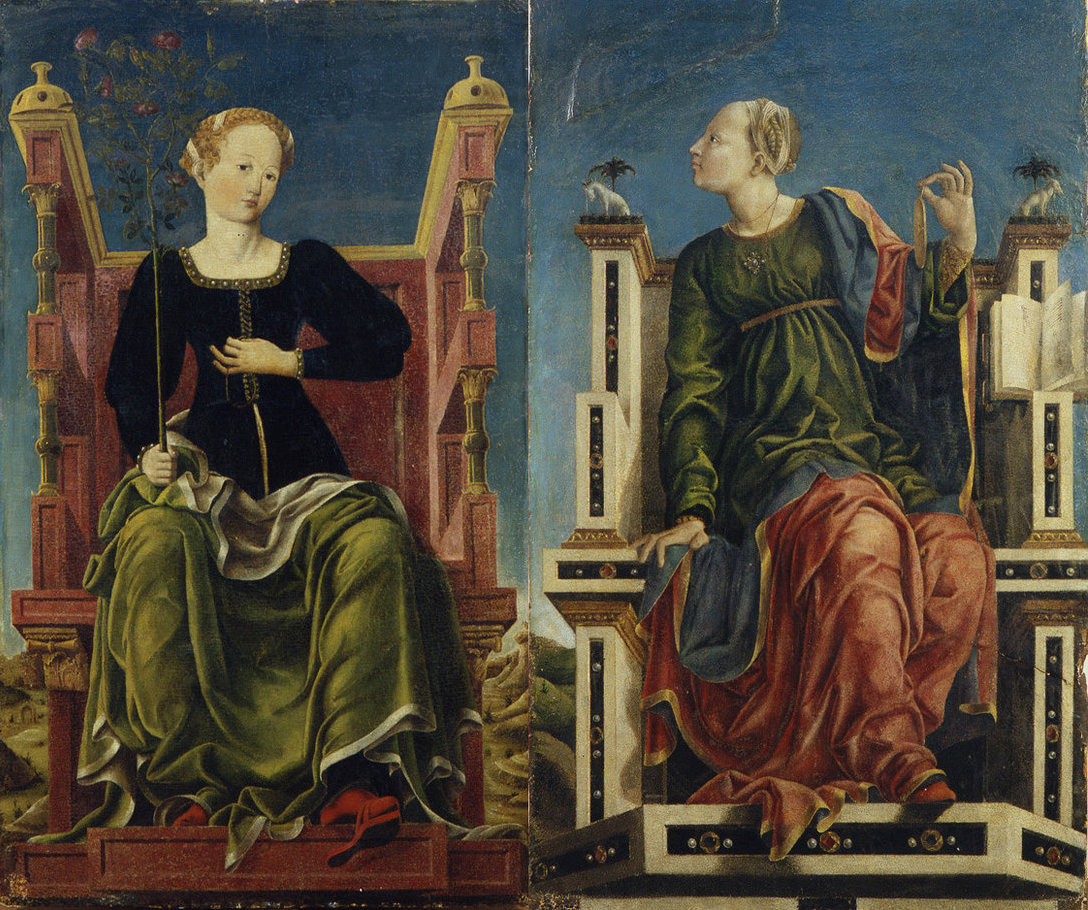
Due tavole delle Muse, facenti parti lo Studiolo estense di Belfiore, poi di proprietà Strozzi Sacrati e ora della Pinacoteca Nazionale di Ferrara

Il marchese Filippo Strozzi (1708-1773), che proseguì la linea mantovana della famiglia, nacque nel 1708 quando cessò il dominio dei Gonzaga (che passò alla Casa d'Austria) e prese parte alla Conferenza Governativa imperiale successivamente stabilitasi in Mantova, divenuta seconda capitale insieme a Milano del dominio austriaco in Lombardia: sposato con Margherita Emili del patriziato veronese, loro figlio Marchese Alessandro Strozzi (1758-1817), è alla Corte di Vienna poi Colonnello degli Imperatori D’Austria e Comandante della fortezza di Ferrara. Alessandro sposa Wilhelmina Stein di Worms dalla quale nascono tre figli maschi: 1) Il Marchese Massimiliano Strozzi Sacrati (1797-1859), che eredita il cognome e le proprietà ferraresi della zia Eleonora Strozzi Sacrati: Archeologo, viaggiatore, politico, promosse il progetto per un’Italia federale “Gli Stati Uniti d’Italia” nel 1846 e ospitò nel 1866 S.M. il Re d’Italia Vittorio Emanuele II nel suo palazzo in Ferrara, divenuto quartier Generale della III Guerra d’Indipendenza (senza discendenza); 2) il Marchese Luigi Strozzi (1801-1868), Senatore del Regno d'Italia che proseguì a vivere in Mantova e morì anch'egli senza discendenza. 3) il Marchese Carlo Teodoro Strozzi (1810-1886), fra i massimi numismatici e archeologi del suo tempo, primo direttore del Museo Civico di Fiesole, riportò la linea degli Strozzi di Gerio, detto 'di Mantova' a Firenze, avendo casa nel Villino Strozzi in Viale Filippo Strozzi (nota in seguito come Villa Vittoria, oggi Palazzo dei Congressi di Firenze) residenza del Marchese Carlo Teodoro Strozzi e di sua moglie baronessa Georgiana Strickland of Boynton. Dalla loro unione nascono due figli, Massimiliano e Pio Luigi.

Il Marchese Massimiliano Strozzi Sacrati (1841-1915), primogenito del Marchese Carlo Teodoro, eredita anche il cognome e i beni di Ferrara dello zio Massimiliano (1797-1859), sposa Gwendoline Steward della Casa Reale di Scozia, risiedendo a Palazzo Strozzi di Mantova - Guadagni Strozzi Sacrati (Firenze, Piazza del Duomo), ora sede della Regione Toscana, da cui il Marchese Gerio (1898-1976) e il Marchese Uberto (1900-1982), entrambi senza discendenza; Mancato nel 1982 il Marchese Uberto Strozzi Sacrati il Palazzo Strozzi di Mantova - Guadagni Strozzi Sacrati (Firenze, Piazza del Duomo) venne acquistato dalla Regione Toscana nel 1988. Alcune opere d'origine ferrarese della collezione Strozzi di Mantova - Sacrati che vi erano conservate, come le "Muse" originarie quattrocentesche dello Studiolo di Borso d'Este a Belfiore e i quattro pannelli facenti originariamente parte di un trittico di mano di El Greco, sono ora nella Pinacoteca nazionale di Ferrara; buona parte della collezione di ceramiche Strozzi di Mantova, fra le più complete, allora, in mano privata con lavori dei Della Robbia è entrata al Museo internazionale delle ceramiche in Faenza, la collezione di antichità egizie che venne raccolta nei viaggi di Massimiliano Strozzi Sacrati (1797-1860) nel Palazzo Sacrati di Ferrara, prima che giungesse a Firenze, è ora al Museo archeologico nazionale di Firenze. La copia originale delle Vite di Vasari appartenuta alla celebre famiglia di artisti bolognesi dei Carracci e con annotazioni all'interno di loro pugno, che fu di proprietà del Marchese Uberto Strozzi, venne donata all'Archiginnasio di Bologna. Mentre La Spilla da cappello con Leda e il cigno (1528-1530) di Benvenuto Cellini è al Museo nazionale del Bargello di Firenze. 

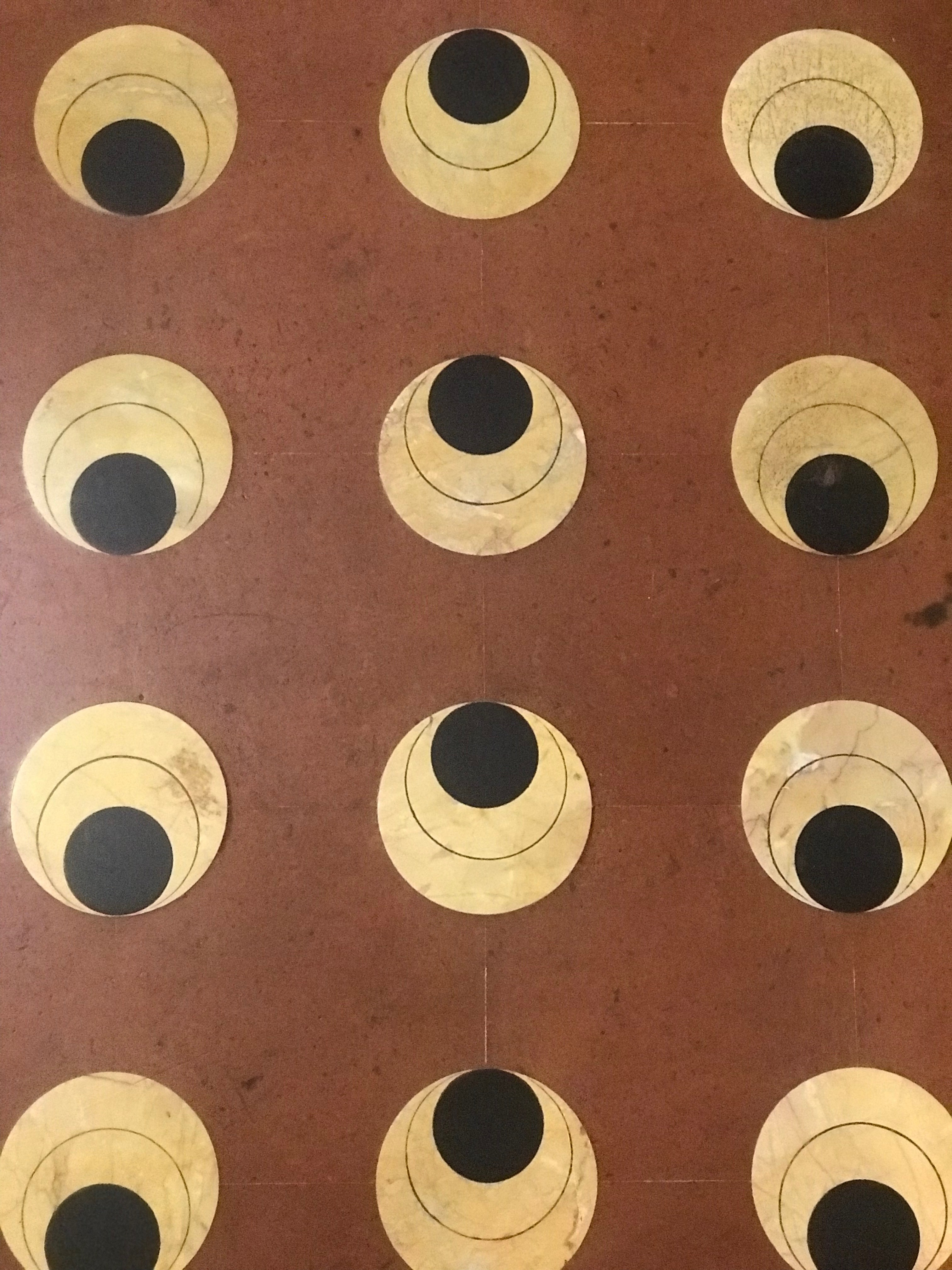
Decorazioni parietali con stemmi Strozzi, Palazzo dei Congressi di Firenze, già Villino Strozzi 'di Mantova'

Il Marchese Pio Luigi Strozzi (1848-1919), secondogenito del Marchese Carlo Teodoro, eredita i beni e i palazzi mantovani dello zio Senatore Luigi Strozzi (1801-1868), le terre con la Villa Strozzi a Palidano insieme alla tenuta di Piaggia a Montaione (AR) e il Villino Strozzi in Firenze (oggi Palazzo dei Congressi di Firenze) dove risiede con la moglie Rita Frenfanelli Cybo, ultima discendente della famiglia papale Cybo. Dal loro matrimonio nascono il Marchese Carlo Strozzi (1883-1941), senza discendenza, e il Marchese Massimiliano Strozzi (1889 -) che sposa a Boston (USA) Linda Arnold, della famiglia fondatrice dello Stato del Rhode Island e di Providence e discendente del Generale Benedict Arnold (1741-1801), da cui: Patricia, Francesca e Lavinia, quest'ultima nata nel Villino Strozzi nel 1923 e ultima discendente diretta degli Strozzi 'di Mantova' che sposa Felice dei marchesi Sassoli de'Bianchi, conte di Piano, da cui Andrea (n. 1953), che sposa Ginevra dei conti Cavina: loro figlio Guicciardo Sassoli de' Bianchi Strozzi, conte di Piano (n. 1980) riceve dall'ava paterna il cognome Strozzi (con DPR 396/2000 e Decr. del Ministro dell’Interno 20 magg. 2003). 

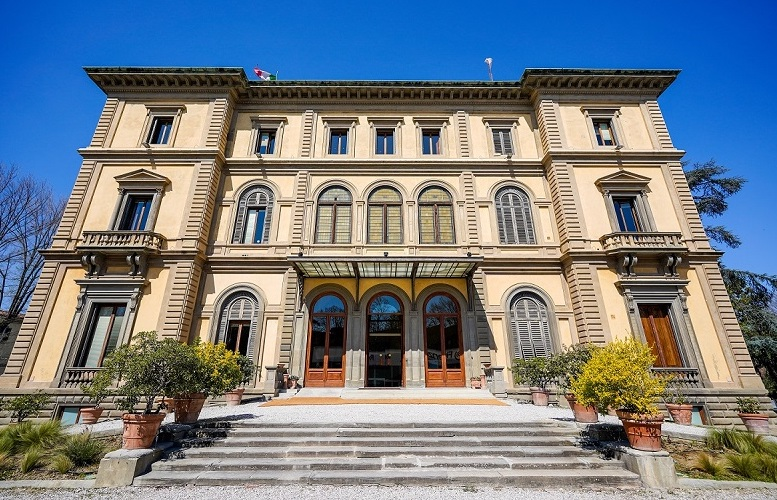
Palazzo dei Congressi di Firenze, già Villino Strozzi 'di Mantova'

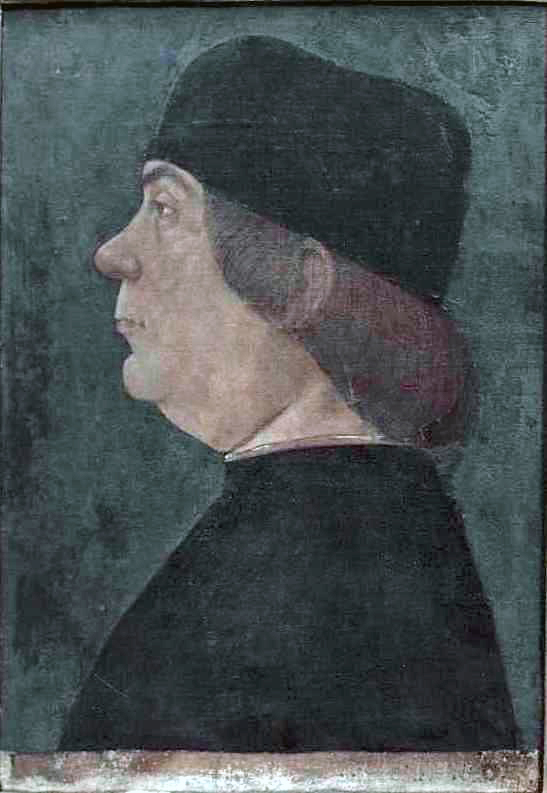
Baldassarre d'Este, Tito Vespasiano Strozzi. Venezia, Fondazione Cini

Gli Strozzi 'di Mantova' ebbero come principale luogo di culto in Firenze la Cappella Strozzi di Mantova in Santa Maria Novella, come residenze la Torre degli Strozzi e successivamente il Palazzo Strozzi di Mantova, Villa Strozzi "Il Querceto", Villa Strozzi oggi Palazzo dei Congressi (Firenze), le tenute di Lavacchio (Pontassieve, FI) e di Piaggia (Montaione, AR) e Rocca Strozzi a Campi Bisenzio (FI); a Mantova come luogo di culto la Chiesa di San Domenico (oggi distrutta), la Basilica di Sant'Andrea, il Santuario della Beata Vergine delle Grazie (Curtatone), la Chiesa di San Sisto II papa e martire a Palidano Gonzaga (MN), e come residenze la Villa Strozzi a Palidano e diversi palazzi fra i quali Palazzo Strozzi (Mantova); a Ferrara, la Chiesa di San Domenico come luogo di culto, e le abitazioni in Palazzo Strozzi Sacrati e Casino Strozzi a Vigarano Mainarda (FE).
Nel ramo "di Mantova" (rientrato in Firenze nell'Ottocento), sono confluiti alcuni rami della famiglia Strozzi, come quello dell'umanista Palla Strozzi (vedi in seguito nel testo la voce: Linea di Strozza - Strozzi di Firenze, Padova e 'Ferrara', ramo 'di Palla') e altri di Ferrara, oltre alla famiglia dei marchesi Sacrati.
Linea di Gerio, Strozzi 'di Ferrara'. Ramo di 'Nanne'
Il cugino di Tommaso Strozzi, Carlo di Strozza II, fratello di Marco di Rosso della linea di Gerio, fu anch'esso esiliato insieme al figlio Nanne in quel di Ferrara. Nanne (Giovanni) Strozzi (1376 - 1427) fu capitano d'arme degli estensi e capostipite degli Strozzi 'di Ferrara'. Nanne ebbe quattro figli, fra i quali Lucia Strozzi che sposò Giovanni Boiardo, figlio primogenito di Feltrino Boiardo, Conte di Scandiano e che diede alla luce Matteo Maria Boiardo, autore dell'Orlando innamorato) e il poeta e politico ferrarese Tito Vespasiano Strozzi (1424 - 1505). Tito Vespasiano si sposò con Domitilla Rangoni (figlia del condottiero Guido I Rangoni); dal matrimonio nacquero: 1) Ercole Strozzi (1473 circa - 1508), letterato e politico, amico fraterno di Ludovico Ariosto e confidente intimo di Lucrezia Borgia; 2) Lorenzo Strozzi, marito di Costanza Bentivoglio. Del ramo Strozzi 'di Ferrara', in seguito estintosi, è il Palazzo Strozzi Bevilacqua (1494 - 1499) fatto erigere dai fratelli Carlo e Camillo Strozzi e realizzato da Biagio Rossetti, progettista per gli Este della Addizione erculea, di Palazzo dei Diamanti e della Chiesa di Santa Maria in Vado dove diversi esponenti degli Strozzi di Ferrara sono sepolti, così come nella Chiesa di San Domenico. Un altro Palazzi Strozzi è oggi una delle sedi Dell'Università di Ferrara (in via Lodovico Ariosto 35). Per tramite di Tito Vespasiano Strozzi (1424 - 1505) che fu commissario a Lugo della Romagna estense e per altri membri degli Strozzi di Ferrara che vi ricoprirono cariche politiche per conto degli Este, diversi degli Strozzi abitarono per secoli a Lugo (anche dopo che decadde il dominio estense a favore dello Stato Pontificio) ed ebbero luogo di culto e sepolture dal tardo '400 nella chiesa domenicana della Basilica Santuario Beata Vergine del Molino, fino al letterato Conte Antonio Strozzi nel XIX secolo.

## Genealogia: Linea di Gerio, Strozzi di Firenze e 'di Mantova'. Marchesi Strozzi

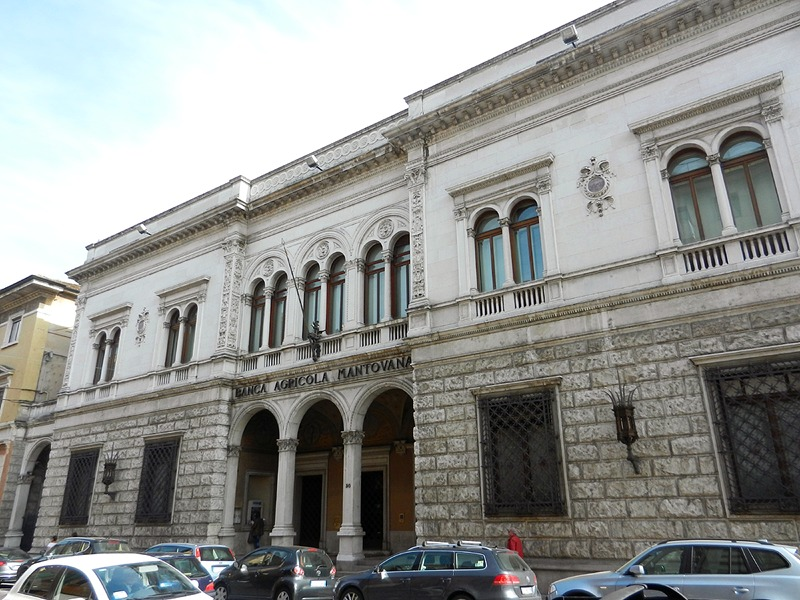
Mantova, Palazzo Strozzi

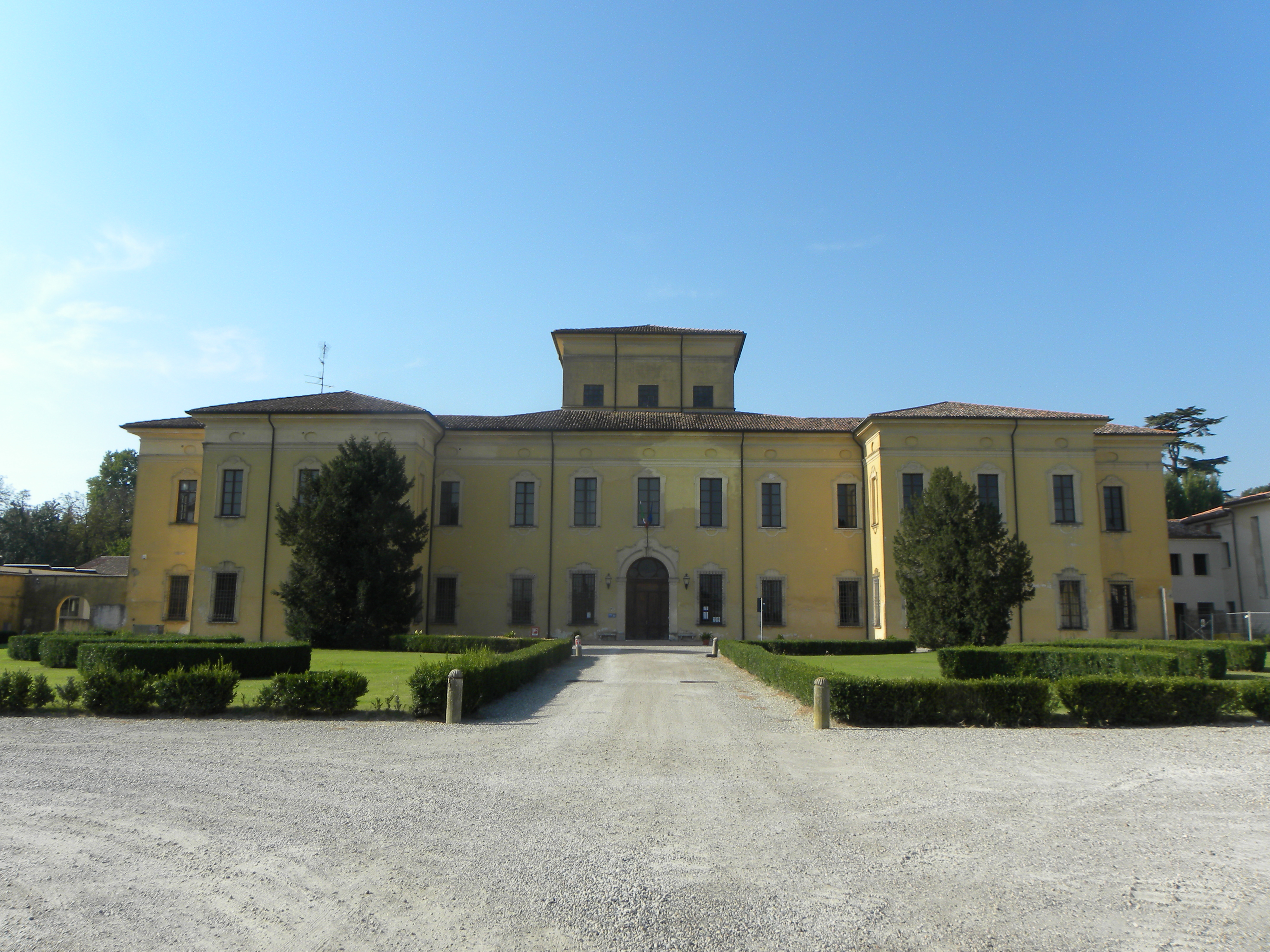
Palidano, Villa Strozzi

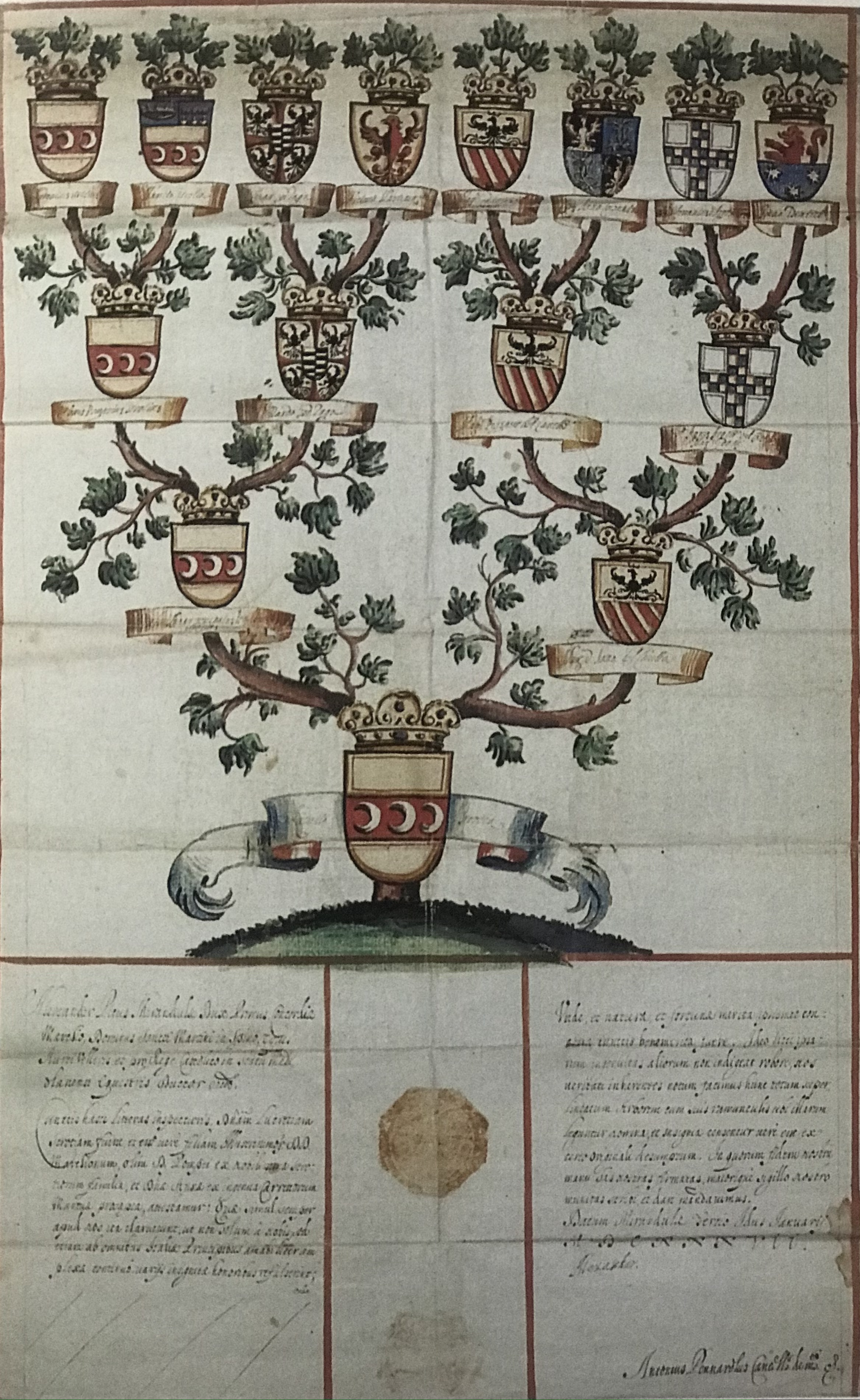
Albero genealogico con i quarti famililari di Giulio Cesare Strozzi, Marchese di Cigliaro e Rocca (1607)

Motto: Val più morto Virtù e Buona Fama che tutto l'oro che l'avaro brama (dall’Imp. Rodolfo II - 20 agosto 1590 a Pompeo Strozzi e discendenti); Par Vous (Onofrio di Palla Strozzi); Le Bel et Bon (dai Reali di Napoli nel 1415 a Palla di Onofrio Strozzi e discendenti); Lealtà
discendenza in linea diretta
- Gerio I di Ubertino I Strozzi, politico in Firenze. Muore nella Battaglia di Montaperti (1260)
- Rosso Strozzi (?-1316), politico in Firenze nel 1294 fu elevato, primo degli Strozzi, a Confaloniere della Repubblica fiorentina, fondò la fortuna della sua famiglia e contribuì a fondare l’oligarchia delle famiglie opulenti che dovevano comandare la Repubblica
- Marco Strozzi (?-1363), politico in Firenze
- Tommaso I Strozzi (?-1395), dal 1375 fu della magistratura degli “Otto della Guerra” per difendere Firenze contro il Papato, dal 1382 esiliato con i discendenti a Mantova, accolto dai Gonzaga
- Uberto I Strozzi (?-1449), condottiero per i Gonzaga contro i Visconti (1397)
- Benedetto Strozzi (?-1482), ambasciatore, Cavaliere dall'imperatore Federico III (1451)
- Uberto II Strozzi (ca. 1440-1495), politico e ambasciatore
- Tommaso II Strozzi (ca. 1470-1550), politico e ambasciatore
- Lodovico Strozzi (1502-1565), Governatore ducale a Mantova. Sposa Maria di Carlo Strozzi "di Ferrara" discendente dall'umanista Palla Strozzi e dal figlio Gianfrancesco esiliati da Firenze nel 1434 in seguito al prevalere della fazione medicea (linea ferrarese che si estingue nel 1617 e prosegue per tramite di tale matrimonio nel ramo mantovano)
- Pompeo I Strozzi (1537-1582), Ambasciatore dei Gonzaga a Roma. Presso la sua abitazione, come da testamento, si sarebbe conservato il cartone preparatorio della Guerra di Pisa (Battaglia di Cascina), che Michelangelo avrebbe dovuto utilizzare per realizzare l'affresco nel Palazzo Vecchio di Firenze e che forse venne disperso durante il sacco di Mantova.
- Giulio Cesare Strozzi (?-1631), Marchese di Rocca e Cigliaro (dal 1614), ambasciatore dei Gonzaga, Governatore di Casale e del Monferrato, Cavaliere dell'Ordine del Redentore (1628). Dal 1618 per privilegio dell'Imperatore Rodolfo II, la sua famiglia, proprietà e castelli suoi e dei discendenti entrano sotto la protezione e l'immunità Imperiale.
- Palla Strozzi (1619-1690), Marchese di Rocca e Cigliaro, ambasciatore dei Gonzaga, Governatore di Casale e del Monferrato, Cavaliere dell'Ordine del Redentore (1646)
- Marchese Pietro Antonio (?-1727), Ministro di Stato, in missione a Parigi per salvare il Ducato ai Gonzaga nel 1707
- Marchese Francesco Strozzi (?-1733)
- Marchese Filippo Strozzi (1708-1773) prese parte alla Conferenza Governativa Austriaca stabilitasi in Mantova
- Marchese Alessandro Strozzi (1758-1817), Colonnello degli Imp. D’Austria e Comandante della fortezza di Ferrara
- Marchese Massimiliano Strozzi Sacrati (1797-1859), Archeologo, Politico, promosse il progetto per un’Italia federale “Gli Stati Uniti d’Italia” nel 1846, ospitò nel 1866 S.M. il Re d’Italia Vittorio Emanuele II nel suo palazzo in Ferrara, divenuto quartier Generale della III Guerra d’Indipendenza. Ricevette il cognome e le proprietà della famiglia Sacrati dalla zia Eleonora Strozzi sposata in Sacrati (sorella di suo padre Marchese Alessandro Strozzi). (senza discendenza)
- Marchese Luigi Strozzi (1801-1868), Senatore del Regno d'Italia, fratello del precedente (senza discendenza)
- Marchese Carlo Teodoro Strozzi (1810-1886), Numismatico e Archeologo, primo direttore del Museo Civico di Fiesole, fratello del precedente
- Marchese Massimiliano Strozzi Sacrati (1841-1915), da cui Marchese Gerio (1898-1976) e Marchese Uberto (1900-1982) (entrambi senza discendenza)
- Marchese Pio Luigi Strozzi (1848-1919), fratello del precedente
- Marchese Carlo Strozzi (1883-1941), decorato della Military Cross inglese nella Prima Guerra Mondiale (senza discendenza)
- Marchese Massimiliano Strozzi (1889 -), fratello del precedente da cui:
- Patricia dei Marchesi Strozzi (1914-?) sposa Paolo Mancini Griffoli
- Francesca dei Marchesi Strozzi (1921-2004), sorella della precedente, sposa Luca Masini Luccetti
- Lavinia dei Marchesi Strozzi (1923-2020), sorella delle precedenti e ultima discendente diretta della linea "di Mantova", sposa Felice dei Marchesi Sassoli de' Bianchi, conte di Piano, da cui Andrea (n. 1953) che sposa Ginevra dei conti Cavina, da cui Guicciardo Sassoli de'Bianchi Strozzi
- Guicciardo Sassoli de' Bianchi Strozzi. conte di Piano (n. 1980) riceve dall'ava paterna Lavinia il cognome Strozzi (con DPR 396/2000 e Decr. del Ministro dell’Interno 20 magg. 2003).

Altri esponenti del ramo mantovano 
- Ubertino II Strozzi, Magistrato dei Buononimi (1281), primo della famiglia Strozzi nella Magistratura dei Priori Bimestrali delle Arti nel 1284
- Giacomo Strozzi, figlio di Tommaso I Strozzi, fu oratore dei fiorentini al Re d'Ungheria nel 1370Ritratto del Senatore Marchese Luigi Strozzi (1801-1868)

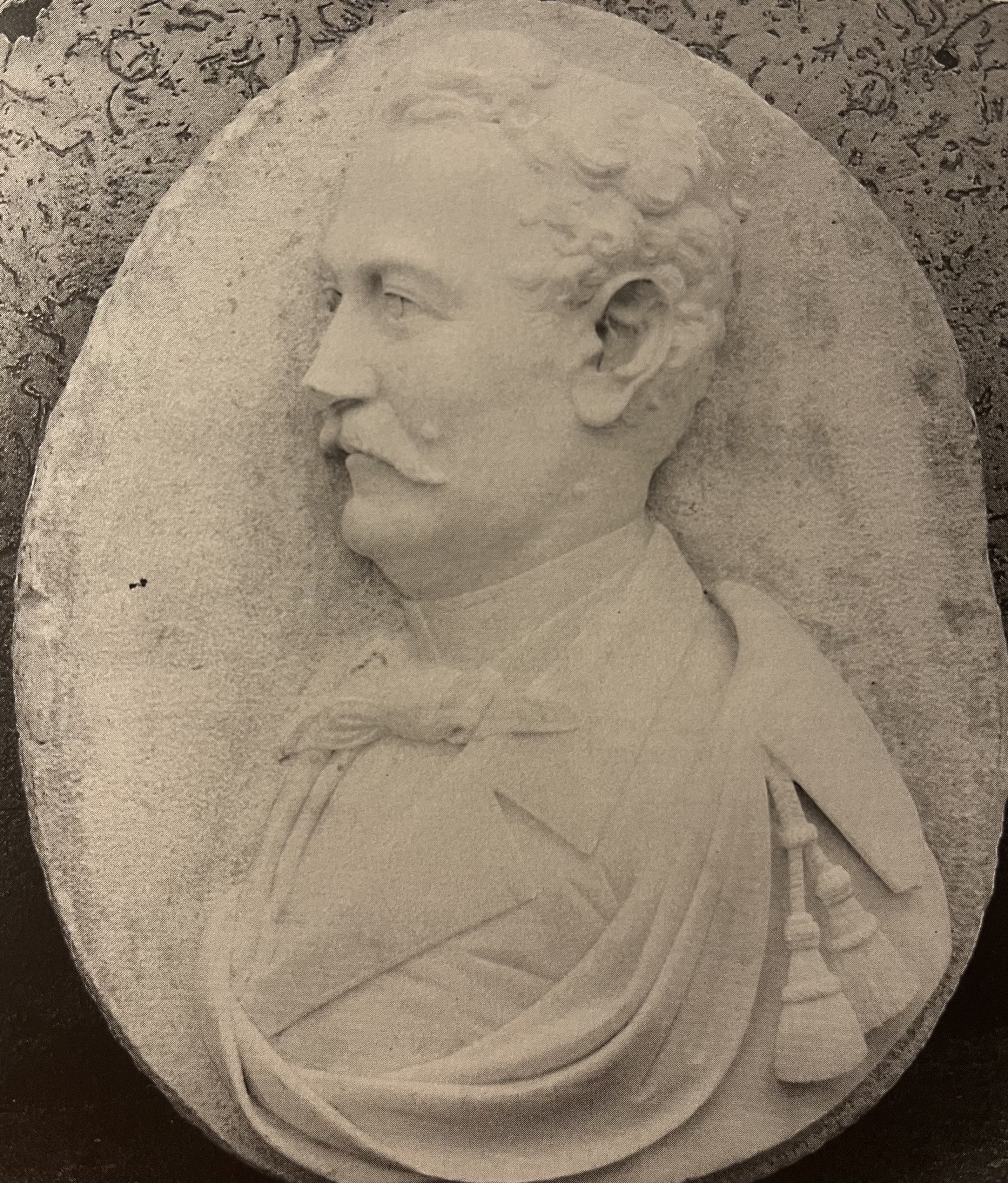
Ritratto del Senatore Marchese Luigi Strozzi (1801-1868)

- Gualtierotto Strozzi (?-1538), comandante dei fiorentini alla difesa delle libertà contro Papa Clemente VII Medici e l'imperatore Carlo V si fece onore contro il Marchese del Vasto nelle campagne d'Italia, fu poi ucciso dai medicei.
- Francesco Strozzi, Conte di Montalto (dal 1474)
- Agostino Strozzi (1450 - post 1505), abate agostiniano autore di uno dei primi trattati in difesa del genere femminile: La defezione delle donne.
- Pietro Strozzi (?-1529), condottiero per i Gonzaga. Il suo monumento funebre in Sant’Andrea a Mantova è opera di allievi di Giulio Romano
- Uberto Strozzi (?-1553), letterato e fondatore dell'Accademia dei Vignaiuoli a Roma, fra i famigliari del Cardinale Pompeo Colonna, sepolto e raffigurato in busto marmoreo nella Basilica di Santa Maria sopra Minerva
- Giulio Strozzi (detto Pompeo), ambasciatore per il duca Guglielmo Gonzaga all'imperatore Rodolfo II d'Asburgo a Praga, a Madrid per Vincenzo I Gonzaga, che seguì nella Guerra d'Ungheria alla presa di Strigonia nel 1595. Fu governatore e capitano generale delle armi del Ducato di Mantova nel Monferrato, dove ebbe terre e titolo di conte di Treville (1590).
- Cesare Strozzi (?-1606), governatore del Monferrato.
- Marchese Giulio Cesare Strozzi (?-1631), ambasciatore in Inghilterra del duca di Mantova Vincenzo I Gonzaga.
- Marchese Gerio Strozzi, ambasciatore alla regina di Svezia per i Gonzaga, governatore di Casale nel 1655.
- Padre Tommaso Strozzi, teologo e predicatore della Compagnia di Gesù, in Napoli e Roma, autore del Quaresimale e altri testi.
- Marchese Carlo Strozzi (?-1821), colonnello e generale maggiore della Casa d'Asburgo nel Granducato di Toscana.

## Linea di Strozza

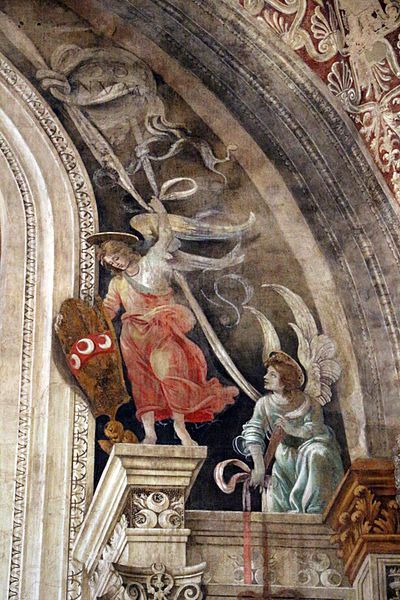
Particolare dalla Cappella di Filippo Strozzi il Vecchio affrescata da Filippino Lippi. Firenze, Basilica di Santa Maria Novella

Dei diversi figli di Strozza Strozzi (?-1303) figlio di Ubertino I: 1) Pagno che fu il secondo della Casa Strozzi a divenire Confaloniere della Repubblica fiorentina nel 1297 e durante il suo confalonierato si dette principio al Palazzo de'Priori delle Arti, il magnifico Palazzo Vecchio; dei rami discesi da Pagno Strozzi, che si estinsero entro il XVII secolo, il pittore Zanobi Strozzi, i cui discendenti si stabilirono a Goa, e l'erudito Giambattista Strozzi (1551-1634) che viveva nel Palazzo Strozzi del Poeta. 2) Pino di Strozza il cui figlio Pietro fu Confaloniere e il nipote Annibale fu ebbe onorevoli ruoli politici a Firenze, dopo il Tumulto dei Ciompi 1378 dovette abbandonare Firenze (al pari di suo cugino Tommaso Strozzi, della linea di Gerio) e riparò come condottiero prima a Roma servizio di Papa Urbano VI e poi in Polonia dove si estinse il suo ramo; 3) Geri di Strozza, che ebbe nel figlio Luca diversi incarichi in Firenze nel '300 e poi si estinse; 4) Lapo di Strozza che fu Magistrato dei Priori e la cui discendenza fu celebre per la storia di Firenze: da suo figlio Palla nacque il grande mercante Onofrio, il cui unico figlio fu l'umanista più influente del suo tempo, Palla Strozzi (1372 - 1462), in contrasto con i De'Medici allora ascesa e che verrà esiliato con i suoi figli a Padova e a Ferrara; l'altro figlio di Lapo, Loso fu Confaloniere nel 1312 e la sua discendenza riportò in auge politica e economica gli Strozzi in Firenze dalla seconda metà del '400, generò personaggi politici del calibro di Filippo Strozzi il Vecchio e Filippo Strozzi come maggiori oppositori dei De'Medici con i quali i successori trovarono nel corso del tempo una via conciliatoria, trasferendosi fra il '500 e il '700 a Roma come città di residenza principale dove godettero di grandi onori e nel corso del XIX secolo rientrarono in Firenze.
Linea di Strozza - Strozzi di Firenze, di Padova e "di Ferrara". Ramo "di Palla"

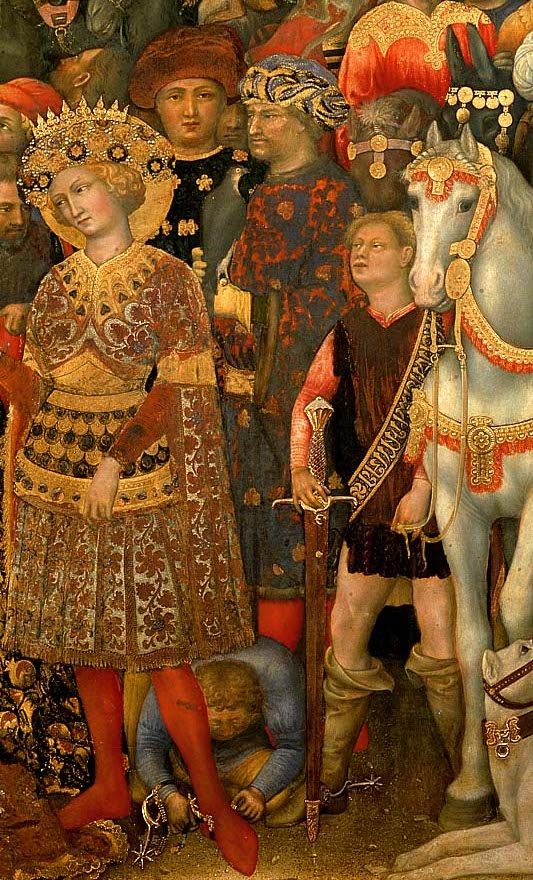
Palla Strozzi (con ricco turbante e falco in posa) accanto al figlio Lorenzo (dal cappello rosso). Particolare da L'Adorazione dei Magi di Gentile da Fabriano. Firenze, Le Gallerie degli Uffizi (Già nella Cappella Strozzi di Santa Trinita, Firenze)

Onofrio Strozzi (1375 - 1418), figlio di Palla di Lapo fu imprenditore, finanziere di grande successo, in particolare modo negli scambi commerciali navali in tutta Europa. Entrò in possesso di vasti complessi fondiari e di fabbricati nelle campagne poste a occidente di Firenze, in particolare nei pressi di Campi, Poggio a Caiano, Carmignano, Prato, Monte Murlo, Empoli, tutti luoghi dove successivamente l'unico figlio Palla avrebbe eretto ville e case da signore. Palla Strozzi (Firenze, 1372 – Padova, 18 maggio 1462) figlio di Onofrio di Palla fu un fine letterato, filologo e filosofo, politico, ambasciatore, collezionista di libri rari e conoscitore del greco e del latino. Era uno dei più grandi umanisti del suo tempo oltre che il maggior contribuente della Repubblica di Firenze. Fu fatto Cavaliere dai Reali Angioini di Napoli nel 1415, quando vi si recò per conto della Repubblica di Firenze per congratularsi delle nozze avvenute fra la Regina Giovanna II di Napoli e Giacomo II di Borbone. Abitò Villa La Petraia sui colli di Firenze, commissionò a Gentile da Fabriano la celebre Adorazione dei Magi e al Beato Angelico e Lorenzo Monaco laDeposizione dalla Croce, entrambe per la Cappella Strozzi progettata da Lorenzo Ghiberti nella Chiesa di Santa Trinita a Firenze. Già avanti negli anni Palla Strozzi si trovò allo scontro frontale contro Cosimo de' Medici, l'uomo che si era preso tutto il potere cittadino e davanti al quale solo due strade erano possibili: allearcisi accettando un ruolo da subordinati o scontrarcisi frontalmente, e Palla, dall'alto della sua ricchezza e fiero della propria cultura, fu a capo della fazione antimedicea assieme a un altro oligarca indomabile, Rinaldo degli Albizi. Per questo motivo, sconfitto dai medicei, Palla abbandonò Firenze insieme al figlio Gianfrancesco nel 1434 (senza farvi più ritorno) e riparò nella città universitaria di Padova, portando con sé la sua leggendaria biblioteca: fece della sua casa padovana presso il Prato della Valle un centro del rinato ellenismo dove vissero stipendiati umanisti come Giovanni Argiropulo (Rettore dell'Università di Padova e tra i primi promotori della riscoperta degli autori antichi nell'Europa occidentale). Legò al monastero di Santa Giustina di Padova la sua raccolta di manoscritti, andata poi dispersa. Si presume che per la sua intermediazione sia giunto Donatello (il quale si intratterrà nella città per dieci anni). Vendette i terreni a Firenze nella Piazza Strozzi, dove suo cugino (anch'egli di nome Palla) ed eredi costruirono il Palazzo dello Strozzino, su disegno attribuito a Filippo Brunelleschi e realizzato da Michelozzo e da Giuliano da Maiano; mantenne altresì diverse proprietà a Firenze, gestite dai Rucellai suoi parenti. La sua residenza padovana fu nel Palazzo Strozzi (oggi Palazzo Fiocco) di Prato della Valle, fatto costruire nel 1441, mentre la sede della sua banca fu nell'odierno Palazzo Cattaneo Strozzi. Dei quattro figli di Palla Strozzi, Onofrio (1411-1452) visse con il padre a Padova, senza discendenza; Carlo fu Cameriere segreto di Papa Niccolò V a Roma, senza discendenza; Lorenzo (1404 - 1452) fu ambasciatore e i suoi discendenti vissero a Ferrara (ramo estintosi nel 1737); Gianfrancesco Strozzi (n. 1418) cercò di rientrare a Firenze e cacciare i De' Medici, senza esito. Visse a Venezia e a Ferrara dove i suoi discendenti in linea maschile diretta si estinsero nel 1617: questo ramo di Gianfrancesco di Palla Strozzi confluì negli Strozzi 'di Mantova' per il matrimonio di Maria di Carlo di Gianfrancesco Strozzi 'di Ferrara' con Ludovico Strozzi 'di Mantova'.
Linea di Strozza - Strozzi di Firenze e di Roma. Principi di Forano, duchi di Bagnolo

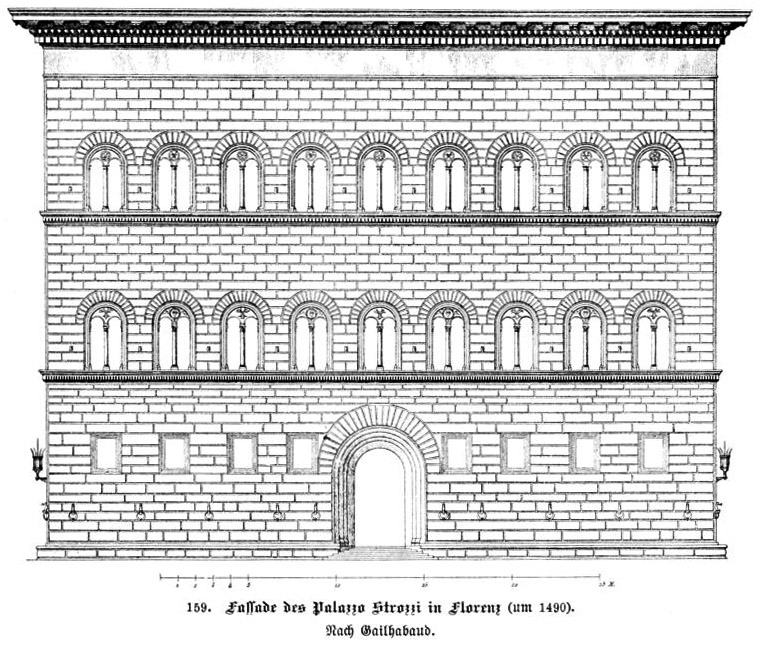
La facciata di Palazzo Strozzi in un'incisione d'epoca

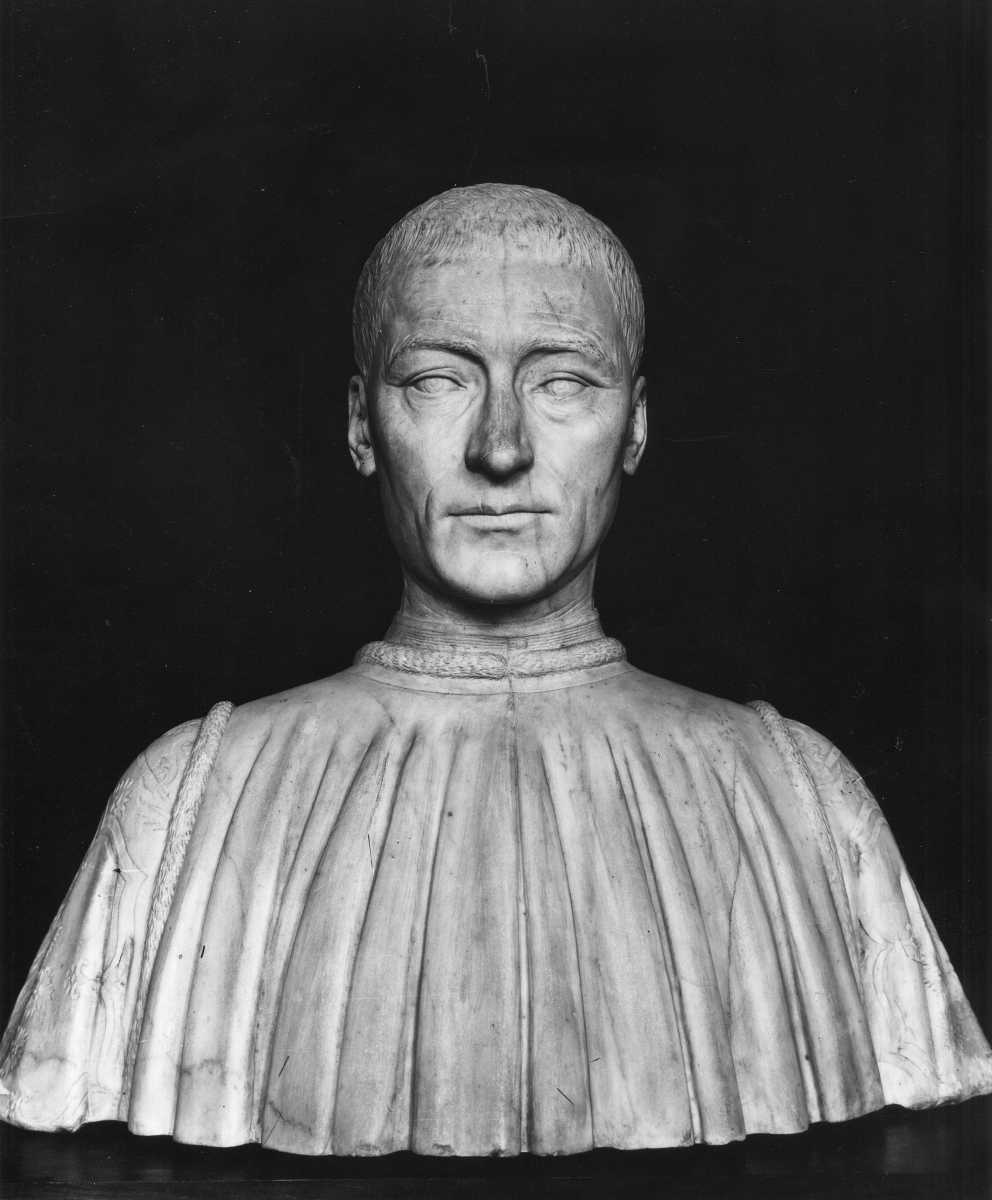
Benedetto da Maiano, Ritratto di Filippo Strozzi il Vecchio, Parigi, Louvre

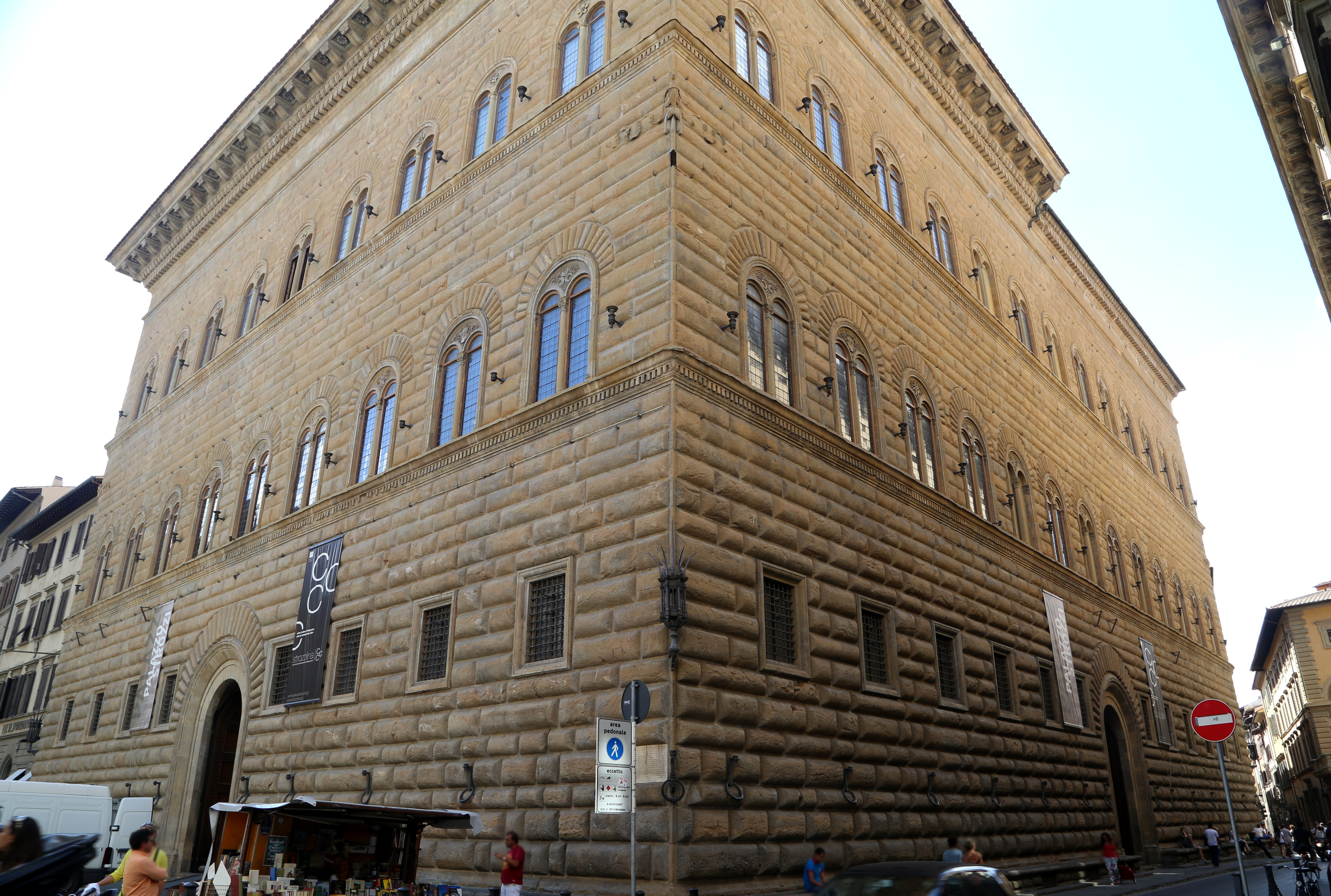
Palazzo Strozzi, Firenze. Su progetto di Benedetto da Maiano, 1489

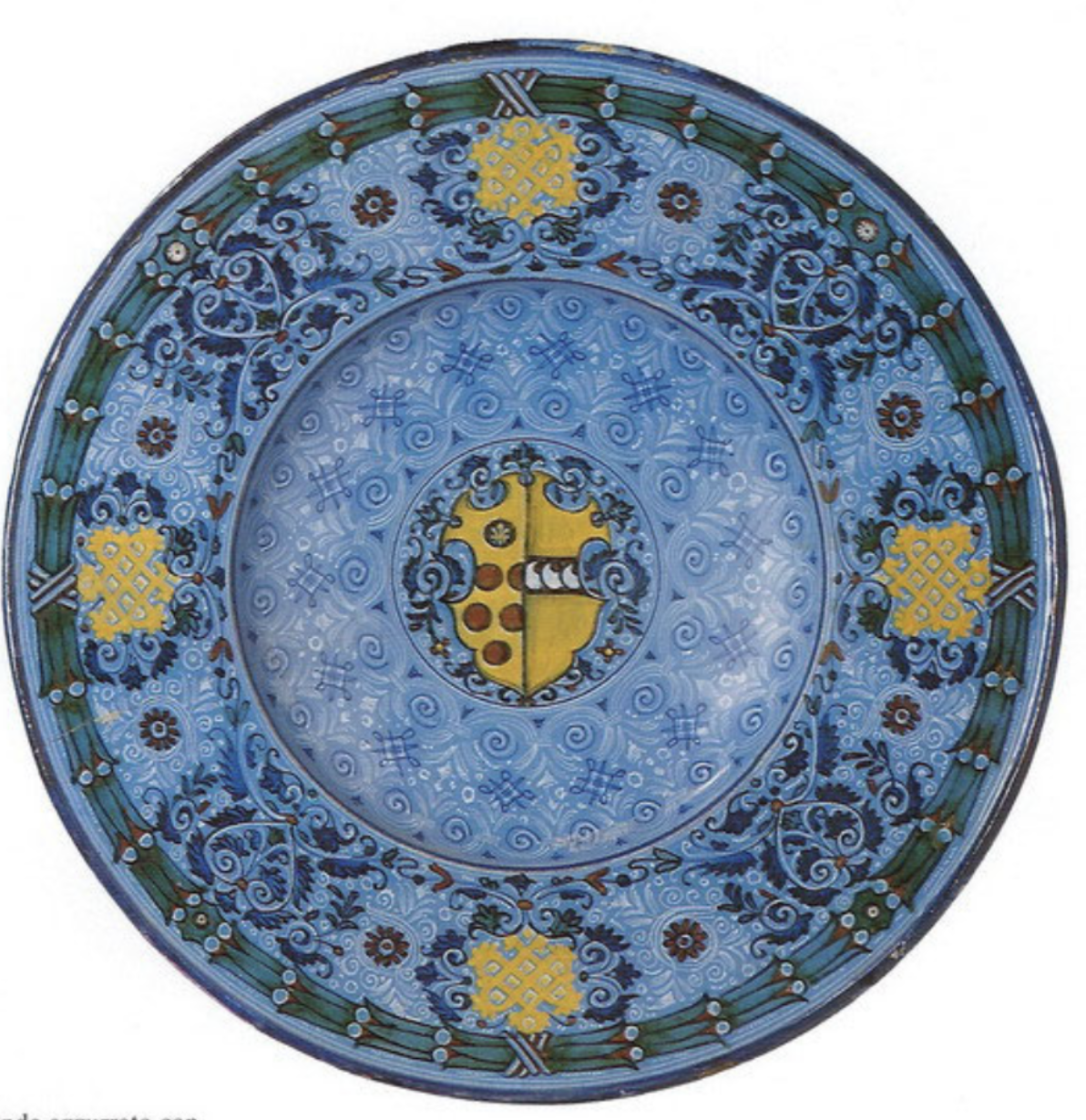
Piatto da parata con stemmi de'Medici e Strozzi, XVI sec. Manifattura faentina. London, Victoria and Albert Museum

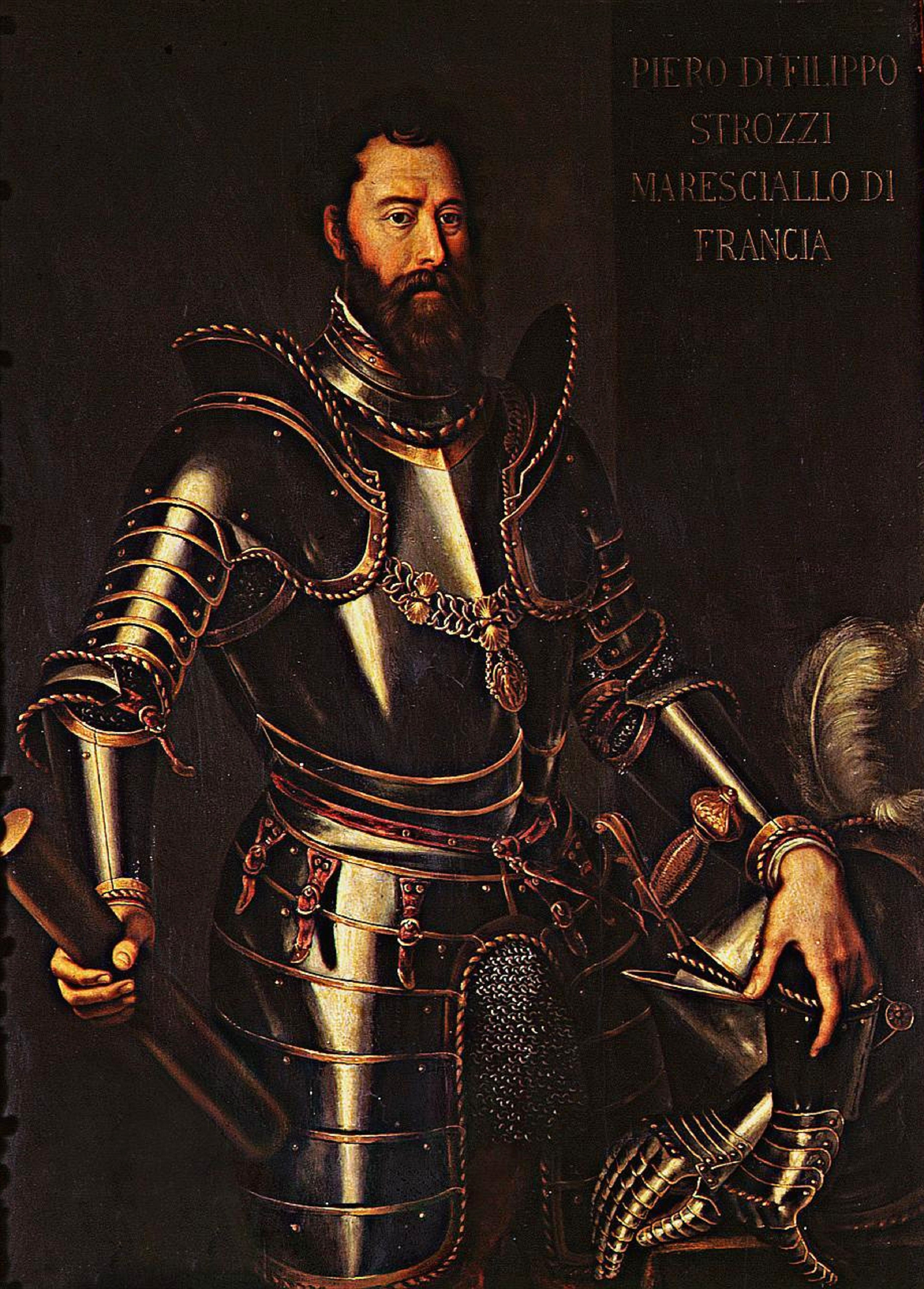
Ritratto di Piero Strozzi, Maresciallo di Francia. Firenze, Palazzo Vecchio

Leonardo di Loso (? - 1353) fu ambasciatore e armato milite della Repubblica di Firenze sposato con Elena Manfredi, suo figlio Filippo (? - 1405) visse in S. Miniato (Firenze) e dal matrimonio con Margherita Ferratini nascono diversi figli, fra i quali solo Simone (1376-1424), politico, podestà di Modigliana, ambasciatore dei fiorentini ha discendenza dal matrimonio con Andreina Rondinelli. Loro figlio Matteo Strozzi (1397-1435) era ricco banchiere e a differenza degli altri membri del suo casato non prese parte alle diatribe politiche con i Medici, ma quando venne esiliato Palla Strozzi nel 1434 lo stesso avvenne per lui che riparò a Pesaro e morì poco dopo. Era sposato con Alessandra Macinghi della quale sono famose le lettere che inviò a numerosi figli mandati in altre città perché avessero fortuna. Fra questi Filippo Strozzi il Vecchio (1428 - 1491), rimasto orfano del padre Matteo Strozzi a sette anni, e per il quale la madre convertì la sua dote in denaro e lo mandò a Palermo. Filippo Strozzi il Vecchio andò presto alla corte dei Re di Napoli e risollevò le sorti economiche della famiglia: rientrato in Firenze fece iniziare il grandioso progetto di Palazzo Strozzi a Benedetto da Maiano, il più bel palazzo rinascimentale della città, perché fosse una "grande casa"rappresentativa di tutta la famiglia Strozzi nel suo insieme. Uno dei figli di Filippo Strozzi il Vecchio avuto dal secondo matrimonio con Selvaggia Gianfigliazzi è Giovan Battista detto Filippo Strozzi Il Giovane (1489 - 18 dicembre 1538) che si guadagnò una duratura fama come uno dei politici più influenti della sua epoca e sposò Clarice de' Medici, figlia di Piero il Fatuo (figlio di Lorenzo il Magnifico), nipote di Papa Leone X, zia del Duca Alessandro de' Medici e di Caterina de' Medici Regina di Francia. Con la salita al potere del tirannico Duca Alessandro de Medici (figlio illegittimo di Casa Medici che fu comunque il primo esponente della sua dinastia a ottenere un titolo nobiliare ereditario) Filippo Strozzi Il Giovane gli divenne antagonista e uno dei principali esponenti del partito anti-mediceo. Nel 1537, deciso a riprendere Firenze dopo l'assassinio del Duca Alessandro de'Medici, nella speranza che il nuovo rampollo di casa Medici Cosimo I fosse ancora inesperto nel reggere il potere appena acquisito, Filippo Strozzi Il Giovane radunò un esercito degli esuli fiorentini che marciò sulla città. Ma il nuovo duca l Cosimo I de' Medici (che unificò poi la Toscana sotto la sua corona), si rivelò già allora un condottiero tutt'altro che facile da battere, infatti la sua vittoria fu schiacciante. Filippo venne arrestato e finì i suoi giorni nelle carceri della Fortezza di San Giovanni Battista. Intanto i discendenti di Filippo Strozzi Il Giovane e Clarice de'Medici si erano rifugiati in Francia, sotto la protezione di Caterina de' Medici: Piero Strozzi nel 1556 fu nominato Sovraintendente alle armate pontificie, signore di Épernay e divenne Maresciallo di Francia; suo fratello Leone Strozzi ebbe incarichi e ambascerie in Italia da svolgere mentre il terzo fratello Cardinale Lorenzo Strozzi venne creato tale da papa Paolo IV nel concistoro del 1555 con il titolo di Santa Balbina, fu Vescovo di Beziers e Arcivescovo d'Alby, dove combatté l'eresia calvinista; il quarto fratello Roberto Strozzi, fu quello rimase principalmente in Italia a reggere le sorti della famiglia mentre i fratelli erano impegnati su altri fronti: fine politico, fu anche un grande mecenate, committente e mediatore di opere artistiche, come attestano l’invio dei due Prigioni di Michelangelo al Montmorency nel 1550 come regalo per il re di Francia, statue che erano state offerte a Strozzi dal Buonarroti stesso in cambio dell’ospitalità ricevuta negli anni precedenti) e commissionò a Tiziano un ritratto della figlia Clarice (o Clarissa). Infine, loro sorella Luisa Strozzi, della quale si invaghì il Duca Alessandro de Medici e da lei respinto, venne avvelenata. Successivamente Piero Strozzi e Leone Strozzi dalla Francia tornarono in Italia per difendere la Repubblica di Siena dalle mire del nemico di famiglia, Cosimo I de' Medici, secondo Duca della Repubblica Fiorentina. La resistenza nella città assediata fu sin dall'inizio dura, con le truppe dei fiorentini forti dell'aiuto di truppe imperiali. L'11 giugno 1554 Piero tentò una sortita dalla città con diecimila uomini, dirigendosi verso Pontedera. Sperando di raggiungere Firenze attraverso la Val di Nievole, colse di sorpresa i nemici. Dopo un esito inizialmente favorevole, le truppe di Piero si ritirarono a Pistoia in attesa di aiuti via mare portati da Leone Strozzi. Ma Leone era morto colpito da un archibugio vicino a Castiglione della Pescaia e il mal tempo impedì alle navi di attraccare. Così Piero riuscì solo a rientrare fortunosamente in Siena. Piero tentò una nuova sortita il 2 agosto, ma fu sconfitto a Marciano della Chiana nella Battaglia di Scannagallo. La guerra di Siena ormai aveva preso una direzione definitiva, ma lo Strozzi e i senesi resistettero altri cinque anni. Da Piero Strozzi, sposatosi con Laudomia di Pierfancesco de' Medici (il quale passò alla storia per l'assassino di suo cugino, il duca di Firenze Alessandro de' Medici), nacque esilio Filippo di Piero Strozzi, che ereditò dal padre il titolo di Signore di Épernay, al quale aggiunse il titolo di Signore di Bressuire e di Comandante dell'esercito francese e Cavaliere dell'Ordine dello Spirito Santo: catturato e ucciso dagli Spagnoli nella Battaglia di Terceira, morì senza eredi.

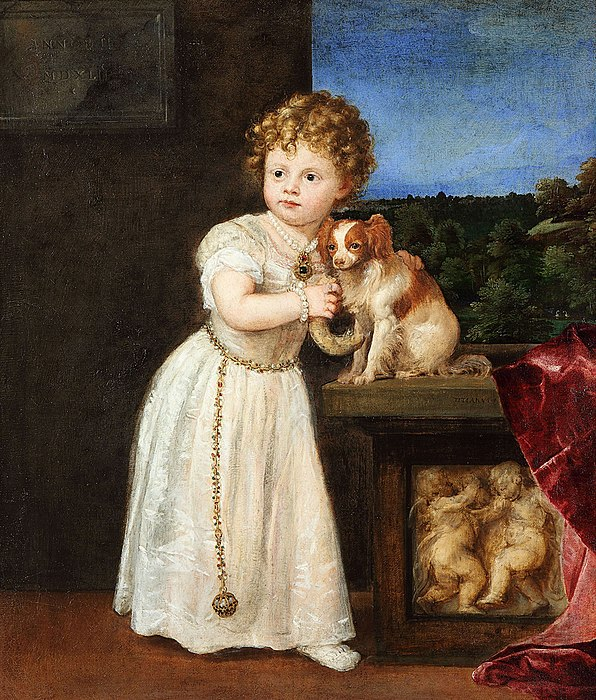
Tiziano Vecellio, Clarissa Strozzi, Berlino, Gemäldegalerie

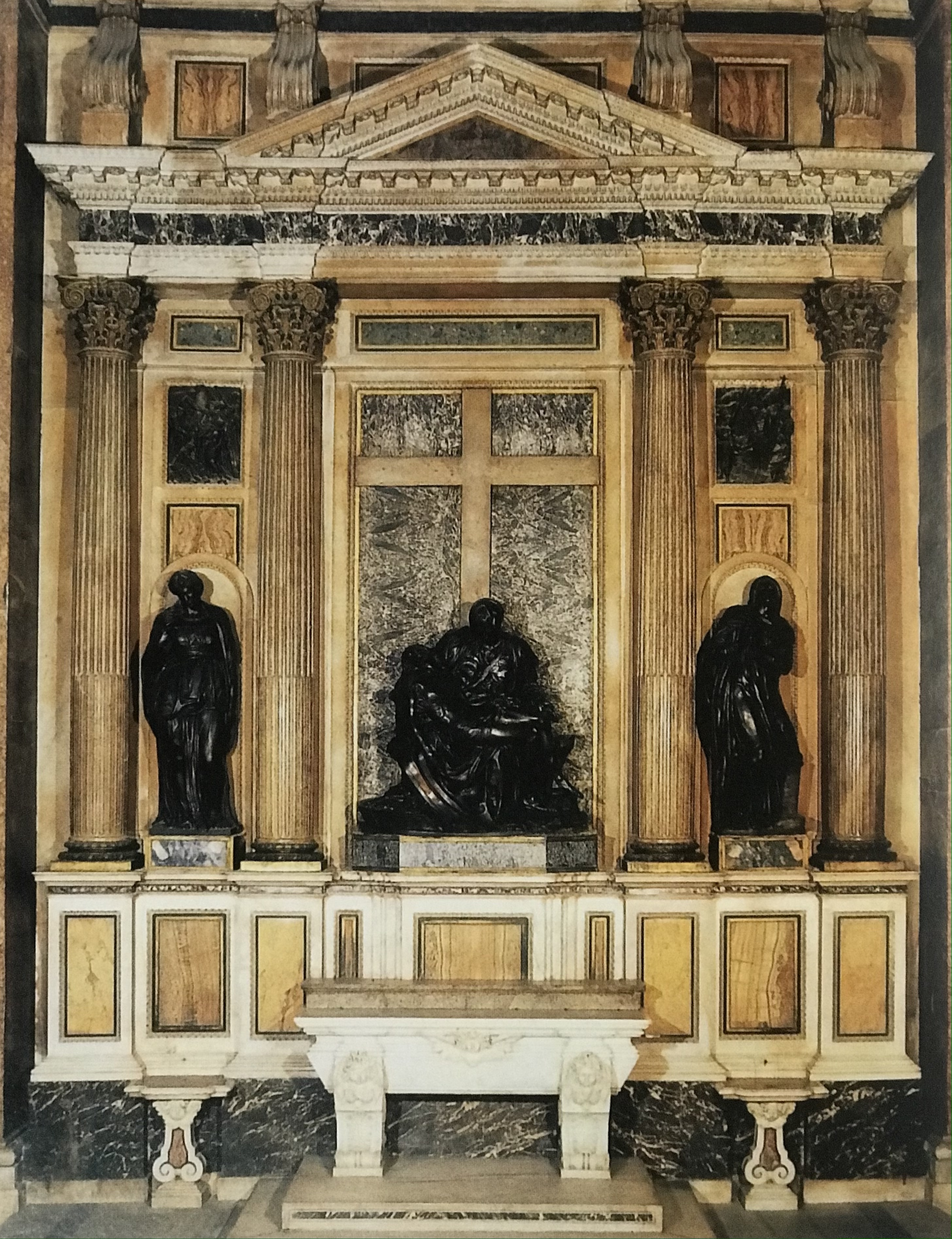
Cappella di Leone Strozzi su progetto di Michelangelo Buonarroti. Roma, Basilica di Sant'Andrea della Valle

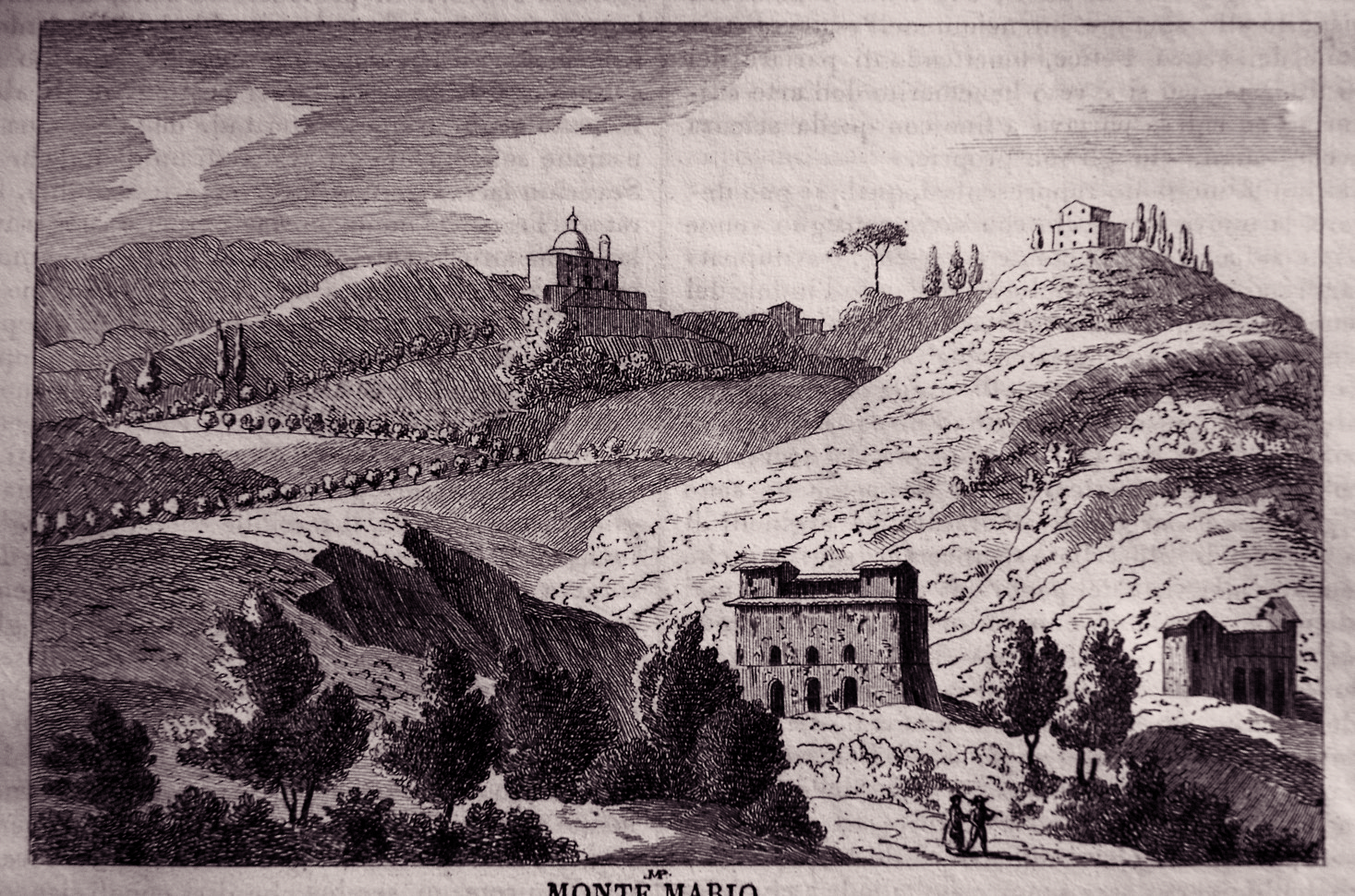
Veduta settecentesca dei Casali Strozzi sul Monte Mario a Roma che vennero realizzati da Giacomo del Duca

La discendenza della famiglia nella Linea di Strozza è proseguita grazie all'altro figlio di Filippo Strozzi il Vecchio (1428 - 1491), Lorenzo (1482-1549), da cui discese il ramo dei Principi di Forano. Lorenzo ebbe diverse cariche politiche in Firenze, ma dopo l'istituzione del Granducato di Toscana da parte di Cosimo I, si ritirò in parte dalla vita pubblica e scrisse le prime vite dei membri illustri del suo casato. Con il potere ormai saldamente in mano dei Medici, i rapporti con gli Strozzi si rappacificarono e tornarono a Firenze. Nel Seicento il loro palazzo era uno dei più frequentati con numerosi ricevimenti, e vi si riunì anche l'Accademia della Crusca. Dal matrimonio di Lorenzo Strozzi con Lucrezia Rucellai, nacque Giambattista Strozzi (1504 - 1571). Cosimo I lo nominò Senatore nel 1561. Giambattista Strozzi sposa Maria di Bindo Altoviti, famoso nemico di Casa Medici, e il figlio Lorenzo (1561 -1595) sposa Lorenza Guicciardini. Loro figlio Lorenzo (1585 -1571), fu Senatore a Firenze nel 1641 e maestro di camera del Cardinale Leopoldo de' Medici. Il figlio Giambattista (1619-1681) fu Ambasciatore e Gentiluomo di Camera dei Granduchi di Firenze e dal matrimonio con Francesca Altoviti nacque Lorenzo Francesco Strozzi (1674-1742) che si trasferì a Roma, sposando Teresa Strozzi Majorca Renzi, figlia e erede di Giambattista - trisnipote del citato Giambattista Strozzi (1504 - 1571) il cui secondo figlio Filippo si stabilì in Roma per eredità del maresciallo Piero Strozzi. Teresa Strozzi Majorca Renzi (la cui sorella sposò Michelangelo Gaetani principe di Caserta, Duca di Sermoneta) portò in dote il Ducato di Bagnolo e il Marchesato di Forano che al matrimonio con Lorenzo Francesco Strozzi (1674-1742) venne elevato a Principato di Forano. Gli Strozzi vissero una gloriosa stagione a Roma fra il Seicento e il Settecento, testimoniata dalla Cappella Strozzi nella Basilica di Sant'Andrea della Valle, la Villa Strozzi (che un tempo sorgeva dove è stato eretto il Teatro dell'Opera di Roma - Costanzi), Palazzo Strozzi alle Stimmate in Largo di Torre Argentina, e i Casali Strozzi (nell'odierno quartiere Della Vittoria). Lo stemma degli Strozzi, è presente in diverse cappelle e monumenti sepolcrali in molte chiese romane, sia per l'attività del ramo principesco della famiglia, sia per i ruoli ecclesiastici degli Strozzi anche di altri rami presenti in Roma, e si trovano anche nella Chiesa di Santa Maria della Vittoria, nella Chiesa di Santa Caterina della Rota, nella Basilica di San Giovanni Battista dei Fiorentini, oltre che nella Basilica di Santa Maria sopra Minerva dove sono i monumenti funebri di Amerigo Strozzi e quello già citato di Uberto Strozzi di Mantova. Tra le donne si ricorda la Venerabile Camilla Strozzi (1617-1672) figlia di Roberto Strozzi e Camilla Bini. Entrata nel Carmelo di Santa Maria degli Angeli (in seguito detto anche di S. Maria Maddalena de' Pazzi) di Firenze, ricevette il nome religioso di suor Minima di S. Filippo Neri ed ebbe un ruolo importante nella canonizzazione della venerata consorella Maria Maddalena de' Pazzi. Morì in odore di santità il 19 novembre 1672. Di lei furono pubblicate alcune biografie.
Il figlio di Lorenzo Francesco e Teresa Strozzi, Filippo (1699-1763), fu II principe di Forano, III Duca di Bagnolo, e nominato da Papa Clemente XII, suo parente, Capitano de' Cavalleggeri pontifici. Essendo senza discendenza, suo fratello Ferdinando (1718-1769) III principe di Forano, IV Duca di Bagnolo, consigliere di Stato e Maggiordomo Maggiore di Maria di Borbone, moglie del Granduca Leopoldo e Consigliere di Stato nel 1776. Il giorno del matrimonio della figlia, fece distribuire doti alle fanciulle del popolo, condonò debiti ai contadini, assegnò somme alle famiglie indigenti e liberò gli imprigionati per motivi di debiti dal Carcere delle Stinche (motivo per il quale questo ramo della famiglia venne anche chiamato "Strozzi delle Stinche") e riportò la famiglia a Firenze. Dal matrimonio di Ferdinando con Giulia di Pietro Strozzi nacque Lorenzo Strozzi (1748-1802), IV principe di Forano e V Duca di Bagnolo, Cavallerizzo Maggiore del Granduca Leopoldo nel 1773 e consigliere intimo dell'Imperatore d'Austria. Dal suo matrimonio con Lodovica Altieri nacque Ferdinando Maria (1774-1835), V principe di Forano, VI Duca di Bagnolo, ciambellano della principessa Elisa, che Napoleone mise al governo della Toscana. Ristabilita la Casa d'Austria fu Maggiordomo del principe Leopoldo, la corte di Napoli lo nomina Ordine di San Gennaro e dal 1816 rinuncia in mano a Pio VII ai diritti baronali su Forano, riservandosi i titoli. Gli Strozzi di questo ramo assunsero anche i cognomi Majorca Renzi. Sposa Teresa di Beaufort e suo figlio Ferdinando Lorenzo (1821-1878) che prosegue nei titoli di VI principe di Forano, VII Duca di Bagnolo è membro dell'assemblea della Toscana che nel 1860, delibera la soppressione del potere granducale. All'atto di annessione viene nominato Senatore. Sposa Antonietta dei Principi Centurione Scotto da cui ha quattro figli: Piero, Leone, Roberto e Luisa. Piero (1855-1907) è VII principe di Forano, VIII Duca di Bagnolo, senza discendenza; suo fratello Leone (1856-1929), VIII principe di Forano, IX Duca di Bagnolo fu amministratore unico della Automobili Florentia - Fabbrica Toscana di Automobili (F.T.A.) casa automobilistica italiana, attiva dal 1901 al 1910. Sua figlia Beatrice sposò Paolo Paolozzi di Chiusi (SI) da cui discende la famiglia Paolozzi Strozzi; con Roberto (1861-1951), VIII principe di Forano, IX Duca di Bagnolo, si estinse il ramo diretto maschile di questa linea della famiglia Strozzi. La sorella di Piero, Leone e Roberto, Luisa Strozzi, sposa il conte Francesco Guicciardini, da cui Piero Guicciardini sposato con Maria Luisa Bombicci Pontelli, il cui figlio Girolamo Guicciardini Strozzi (n. 1938) assume il cognome Strozzi per disposizione testamentaria del prozio Roberto Strozzi (I° ag. 1951 e decr. del Pres. d. Rep. 18 giu. 1954; Successivamente con RR.LL.PP. di S.M. Umberto II 9 ott. 1965 lo stesso è stato autorizz. a succedere anche nei titoli di Principe di Forano e Duca di Bagnolo).
Un altro ramo della famiglia, discendente da Lorenzo Strozzi (?-1479), che visse a Napoli, fratello di Filippo Strozzi il Vecchio e figlio di Matteo Strozzi (1397-1435) e Alessandra Macinghi, discende il tris nipote Orazio Strozzi (?-1654) trasferitosi alla Corte dei Sovrani di Spagna come confidente di Filippo III e poi stabilitosi a Palermo, dove nacque la linea degli Strozzi Marchesi di Flores (1637), poi Principi di Sant'Anna (dal 1643), che si estinse già con il figlio di Orazio, Principe Giuseppe Strozzi, Capitano di Palermo (1675) e Pretore (1684 e 1687) mancato senza eredi diretti maschili. Del soggiorno a Palermo resta memoria nel Palazzo Strozzi (oggi Palazzo Oneto di San Lorenzo).

## Genealogia: Linea di Strozza, Strozzi di Firenze e di Roma. Principi di Forano, Duchi di Bagnolo
Motto: Sic et virtus expecto e Mitis esto da Filippo Strozzi il Vecchio
- Strozza di Ubertino I Strozzi. Si crede si trovasse alla Battaglia di Montaperti (1260), morì nel 1303
- Lapo Strozzi
- Loso Strozzi, Confaloniere della Repubblica di Firenze nel 1312
- Leonardo Strozzi (? - 1353) ambasciatore e armato milite della Repubblica di Firenze
- Filippo Strozzi (? - 1405)
- Simone Strozzi (1376-1424), podestà di Modigliana, ambasciatore dei fiorentini
- Matteo Strozzi (1397-1435), banchiere, esiliato a Pesaro nel 1434
- Filippo Strozzi Il Vecchio (1428 - 1491), banchiere a Palermo, Napoli e a Firenze. Rifondò la fortuna della sua famiglia
- Lorenzo Strozzi (1482-1549), ambasciatore, poi ritiratosi a vita privata. Primo memorialista delle vite dei membri illustri della famiglia
- Giambattista Strozzi (1504 - 1571). Senatore in Firenze nel 1561
- Lorenzo Strozzi (1561 -1595)
- Lorenzo Strozzi (1585 -1571), Senatore in Firenze nel 1641, maestro di camera del Cardinale Leopoldo de' Medici
- Giambattista Strozzi (1619-1681), Ambasciatore e Gentiluomo di Camera dei Granduchi di Firenze.
- Lorenzo Francesco Strozzi Majorca Renzi (1674-1742), I principe di Forano, II Duca di Bagnolo si stabilisce a Roma.
- Filippo Strozzi Majorca Renzi (1699-1763), II principe di Forano, II Duca di Bagnolo, capitano dei Cavalleggeri Pontifici
- Ferdinando Giuseppe Strozzi Majorca Renzi (1718-1769), III principe di Forano, IV Duca di Bagnolo fratello del precedente, riportò la famiglia a Firenze
- Lorenzo Strozzi Majorca Renzi (1748-1802), IV principe di Forano, V Duca di Bagnolo. Cavallerizzo Maggiore del Granduca Leopoldo nel 1773 e consigliere intimo dell'Imperatore d'Austria.
- Ferdinando Maria Strozzi Majorca Renzi (1774-1835), V principe di Forano, VI Duca di Bagnolo. Rinuncia in mano a Pio VII ai diritti baronali su Forano, riservandosi i titoli.
- Ferdinando Lorenzo Strozzi Majorca Renzi (1821-1878), VI principe di Forano, VII Duca di Bagnolo. Membro dell'assemblea della Toscana che nel 1860, delibera la soppressione del potere granducale. All'atto di annessione viene nominato Senatore
- Piero Strozzi Majorca Renzi (1855-1907), VII principe di Forano, VIII Duca di Bagnolo
- Leone Strozzi Majorca Renzi (1856-1929), VIII principe di Forano, IX Duca di Bagnolo, fratello del precedente (sua figlia Beatrice sposò Paolo Paolozzi, da cui discende la famiglia Paolozzi Strozzi)
- Roberto Strozzi Majorca Renzi (1861-1951), IX principe di Forano, X Duca di Bagnolo, fratello del precedente (senza discendenza).
- Luisa Strozzi (1859-1929), sorella del precedente, sposa Francesco Guicciardini da cui Piero (1882-1961) sposa Maria Luisa Bombicci Pontelli da cui Girolamo Guicciardini Strozzi (n. 1938)
- Girolamo  Strozzi Majorca Renzi (n.1938, di Piero Guicciardini e Maria Luisa Bombicci Pontelli), Principe di Forano, Duca di Bagnolo (Per disposizione testamentaria del prozio don Roberto Strozzi Majorca Renzi del 1º agosto 1951 e relativo decreto del Presidente della Repubblica 18 giugno 1954 assume il cognome Strozzi Majorca Renzi per se e i suoi discendenti. Successivamente con RR.LL.PP. di S.M. Umberto II 9 ott. 1965 lo stesso è stato autorizz. a succedere anche nei titoli di Principe di Forano e Duca di Bagnolo).

## Ramificazioni della famiglia Strozzi
| Linea principale |  |                                                         |  |                                                                                    |
|                  |  | Ramo di Strozza di Ubertino (rami est.)                 |  |                                                                                    |
|                  |  |                                                         |  |                                                                                    |
|                  |  |                                                         |  | Ramo di Pagno di Strozza                                                           |
|                  |  |                                                         |  |                                                                                    |
|                  |  |                                                         |  | Ramo di Filippo di Pagno                                                           |
|                  |  |                                                         |  |                                                                                    |
|                  |  |                                                         |  | Ramo di Benedetto di Giovanni di Filippo (est. XVI secolo)                         |
|                  |  |                                                         |  |                                                                                    |
|                  |  | Ramo di Leonardo di Giovanni di Filippo (rami est.)     |  |                                                                                    |
|                  |  |                                                         |  |                                                                                    |
|                  |  |                                                         |  | Ramo di Francesco di Benedetto di Caroccio (rami tutti est. al XVII secolo)        |
|                  |  |                                                         |  |                                                                                    |
|                  |  | Ramo di Zanobi di Benedetto di Caroccio                 |  |                                                                                    |
|                  |  |                                                         |  |                                                                                    |
|                  |  |                                                         |  | Ramo di Antonio di Zanobi (est. XVII sec.)                                         |
|                  |  |                                                         |  |                                                                                    |
|                  |  | Ramo di Pietro di Zanobi (est. XVII secolo)             |  |                                                                                    |
|                  |  |                                                         |  |                                                                                    |
|                  |  |                                                         |  | Ramo di Pietro di Giovanni di Zanobi [Strozzi di Goa]                              |
|                  |  |                                                         |  |                                                                                    |
|                  |  | Ramo di Nicola di Andrea di Pagno (est.)                |  |                                                                                    |
|                  |  |                                                         |  |                                                                                    |
|                  |  | Ramo di Andrea di Andrea di Pagno (fine ignota)         |  |                                                                                    |
|                  |  |                                                         |  |                                                                                    |
|                  |  | Ramo di Pagnozzo di Andrea di Pagno (est.)              |  |                                                                                    |
|                  |  |                                                         |  |                                                                                    |
|                  |  | Ramo di Strozza di Lapo di Strozza (rami est.)          |  |                                                                                    |
|                  |  |                                                         |  |                                                                                    |
|                  |  | Ramo di Palla di Lapo di Strozza                        |  |                                                                                    |
|                  |  |                                                         |  |                                                                                    |
|                  |  |                                                         |  | Ramo di Onofrio di Palla [Strozzi di Ferrara] (est. 1737)                          |
|                  |  |                                                         |  |                                                                                    |
|                  |  | Ramo di Palla Novello di Palla di Francesco (est. 1570) |  |                                                                                    |
|                  |  |                                                         |  |                                                                                    |
|                  |  | Ramo di Andrea di Palla di Francesco (est. 1703)        |  |                                                                                    |
|                  |  |                                                         |  |                                                                                    |
|                  |  | Ramo di Loso di Lapo di Strozza                         |  |                                                                                    |
|                  |  |                                                         |  |                                                                                    |
|                  |  |                                                         |  | Ramo di Simone di Loso (est.)                                                      |
|                  |  |                                                         |  |                                                                                    |
|                  |  | Ramo di Leonardo di Loso                                |  |                                                                                    |
|                  |  |                                                         |  |                                                                                    |
|                  |  |                                                         |  | Ramo di Stagio di Leonardo (est.)                                                  |
|                  |  |                                                         |  |                                                                                    |
|                  |  | Ramo di Filippo di Leonardo                             |  |                                                                                    |
|                  |  |                                                         |  |                                                                                    |
|                  |  |                                                         |  | Ramo di Matteo di Simone di Filippo                                                |
|                  |  |                                                         |  |                                                                                    |
|                  |  |                                                         |  | Ramo di Matteo di Lorenzo di Matteo                                                |
|                  |  |                                                         |  |                                                                                    |
|                  |  |                                                         |  | Ramo di Lorenzo di Matteo (est. 1763)                                              |
|                  |  |                                                         |  |                                                                                    |
|                  |  | Ramo di Camillo di Matteo (est. 1792)                   |  |                                                                                    |
|                  |  |                                                         |  |                                                                                    |
|                  |  | Ramo di Carlo di Matteo                                 |  |                                                                                    |
|                  |  |                                                         |  |                                                                                    |
|                  |  |                                                         |  | Ramo di Lorenzo di Carlo (est.)                                                    |
|                  |  |                                                         |  |                                                                                    |
|                  |  | Ramo di Alfonso di Carlo (prob. tuttora fiorente)       |  |                                                                                    |
|                  |  |                                                         |  |                                                                                    |
|                  |  | Ramo di Filippo di Filippo di Matteo (est. 1632)        |  |                                                                                    |
|                  |  |                                                         |  |                                                                                    |
|                  |  | Ramo di Lorenzo di Filippo di Matteo                    |  |                                                                                    |
|                  |  |                                                         |  |                                                                                    |
|                  |  |                                                         |  | Ramo di Lorenzo di Giambattista di Lorenzo (prob. tuttora fiorente)                |
|                  |  |                                                         |  |                                                                                    |
|                  |  | Ramo di Filippo di Giambattista di Lorenzo (est. 1722)  |  |                                                                                    |
|                  |  |                                                         |  |                                                                                    |
|                  |  | Ramo di Rosso di Gerio di Ubertino                      |  |                                                                                    |
|                  |  |                                                         |  |                                                                                    |
|                  |  |                                                         |  | Ramo di Giacomo di Rosso (est.)                                                    |
|                  |  |                                                         |  |                                                                                    |
|                  |  | Ramo di Ubertino di Rosso (est.)                        |  |                                                                                    |
|                  |  |                                                         |  |                                                                                    |
|                  |  | Ramo di Strozza di Rosso (est.)                         |  |                                                                                    |
|                  |  |                                                         |  |                                                                                    |
|                  |  |                                                         |  | Ramo di Carlo di Strozza (est. 1659)                                               |
|                  |  |                                                         |  |                                                                                    |
|                  |  |                                                         |  | Ramo di Nanne di Carlo [Strozzi di Ferrara] (est. in linea maschile legittima)     |
|                  |  |                                                         |  |                                                                                    |
|                  |  | Ramo di Pietro di Carlo (est.)                          |  |                                                                                    |
|                  |  |                                                         |  |                                                                                    |
|                  |  |                                                         |  | Ramo di Strozza di Pietro (est. 1596)                                              |
|                  |  |                                                         |  |                                                                                    |
|                  |  | Ramo di Michele di Pietro (est. 1742)                   |  |                                                                                    |
|                  |  |                                                         |  |                                                                                    |
|                  |  | Ramo di Andrea di Pietro (est. 1805)                    |  |                                                                                    |
|                  |  |                                                         |  |                                                                                    |
|                  |  | Ramo di Marco di Rosso                                  |  |                                                                                    |
|                  |  |                                                         |  |                                                                                    |
|                  |  |                                                         |  | Ramo di Giacomo di Marco (est. 1734)                                               |
|                  |  |                                                         |  |                                                                                    |
|                  |  | Ramo di Tommaso di Marco                                |  |                                                                                    |
|                  |  |                                                         |  |                                                                                    |
|                  |  |                                                         |  | Ramo di Uberto di Tommaso [Strozzi di Mantova] Marchesi di Cigliaro e Rocca        |
|                  |  |                                                         |  |                                                                                    |
|                  |  |                                                         |  | Ramo di Benedetto di Uberto (molti rami, prob. tuttora fiorenti)                   |
|                  |  |                                                         |  |                                                                                    |
|                  |  |                                                         |  | Ramo di Francesco di Benedetto [Strozzi dei Conti di Montalto] (est. XVIII secolo) |
|                  |  |                                                         |  |                                                                                    |
|                  |  | Ramo di Marco di Uberto di Marco (est. 1784)            |  |                                                                                    |
|                  |  |                                                         |  |                                                                                    |
|                  |  | Ramo di Roldo di Ubertino di Gerio (est. 1574)          |  |                                                                                    |
|                  |  |                                                         |  |                                                                                    |
|                  |  | Ramo di Nicola di Ubertino di Gerio (est.)              |  |                                                                                    |
|                  |  |                                                         |  |                                                                                    |
|                  |  | Ramo di Giovanni di Ubertino di Gerio (est.)            |  |                                                                                    |
|                  |  |                                                         |  |                                                                                    |

### Genealogia generale Strozzi
Sono riportati i membri titolati della famiglia.
|                           |                           |                           |                           |                                    | | | | | | | | | |                                                                                    |                                                                                    |                          | | | |                                                           |
|                           |                           |                           |                           |                                    | | | | Pietro Buono ?-? | | | | | |                                                                                    |                                                                                    |                          | | | |                                                           |
|                           |                           |                           |                           |                                    | | | | | | | | | |                                                                                    |                                                                                    |                          | | | |                                                           |
|                           |                           |                           |                           |                                    | | | | | | | | | |                                                                                    |                                                                                    |                          | | | |                                                           |
|                           |                           |                           |                           |                                    | | | | Arduino Rosso ?-? Brunichilda | | | | | |                                                                                    |                                                                                    |                          | | | |                                                           |
|                           |                           |                           |                           |                                    | | | | | | | | | |                                                                                    |                                                                                    |                          | | | |                                                           |
|                           |                           |                           |                           |                                    | | | | | | | | | |                                                                                    |                                                                                    |                          | | | |                                                           |
|                           |                           |                           |                           |                                    | | | | Ubertino I ?-? Diamante | | | | | |                                                                                    |                                                                                    |                          | | | |                                                           |
|                           |                           |                           |                           |                                    | | | | | | | | | |                                                                                    |                                                                                    |                          | | | |                                                           |
|                           |                           |                           |                           |                                    | | | | | | | | | |                                                                                    |                                                                                    |                          | | | |                                                           |
|                           |                           |                           |                           | Strozza †1275 Maddalena Cavalcanti | Strozza †1275 Maddalena Cavalcanti                                                                   | | | | | | | Gerio †1260 muore nella Battaglia di Montaperti | Gerio †1260 muore nella Battaglia di Montaperti |                                                                                    |                                                                                    |                          | | | |                                                           |
|                           |                           |                           |                           |                                    | | | | | | | | | |                                                                                    |                                                                                    |                          | | | |                                                           |
|                           |                           |                           |                           |                                    | | | | | | | | | |                                                                                    |                                                                                    |                          | | | |                                                           |
| Pinaccio ?-?              | Pinaccio ?-?              | Lapo ?-?                  | Lapo ?-?                  |                                    | Palla ?-?                                                                                            | Palla ?-?                                                                                            | | Loso †1330 | Loso †1330                                                                                                  | Ubertino II Magistrato dei Buononimi (1281) primo della sua Casa nella Magistratura dei Priori Bimestrali delle Arti di Firenze (1284) | Ubertino II Magistrato dei Buononimi (1281) primo della sua Casa nella Magistratura dei Priori Bimestrali delle Arti di Firenze (1284) | | | Rosso †1310 Primo della sua Casa a Confaloniere della Repubblica di Firenze (1294) | Rosso †1310 Primo della sua Casa a Confaloniere della Repubblica di Firenze (1294) |                          | | | |                                                           |
|                           |                           |                           |                           |                                    | | | | | | | | | |                                                                                    |                                                                                    |                          | | | |                                                           |
|                           |                           |                           |                           |                                    | | | | | | | | | |                                                                                    |                                                                                    |                          | | | |                                                           |
| Linea estinta nel XV sec. | Linea estinta nel XV sec. | Linea estinta nel XV sec. | Linea estinta nel XV sec. | Francesco ?-?                      | Francesco ?-?                                                                                        | Onofrio *1345 †1417                                                                                  | Onofrio *1345 †1417 | Lionardo †1354 Lena di Filippo Manfredi | Lionardo †1354 Lena di Filippo Manfredi                                                                     | Linea estinta nel XVI sec. | Linea estinta nel XVI sec. | Ubertino III †1338 Gonfaloniere di Giustizia nel 1336, stabilisce obbligo iscrizione a una delle corporazioni delle Arti, estromettendo la nobiltà feudale dall'esercizio delle professioni | Ubertino III †1338 Gonfaloniere di Giustizia nel 1336, stabilisce obbligo iscrizione a una delle corporazioni delle Arti, estromettendo la nobiltà feudale dall'esercizio delle professioni | Strozza                                                                            | Strozza                                                                            |                          | Marco ? †1363 c.                                                                                                   | Marco ? †1363 c. | |                                                           |
|                           |                           |                           |                           |                                    | | | | | | | | | |                                                                                    |                                                                                    |                          | | | |                                                           |
|                           |                           |                           |                           |                                    | | | | | | | | | |                                                                                    |                                                                                    |                          | | | |                                                           |
|                           |                           |                           |                           | Linea estinta nel 1709             | Linea estinta nel 1709                                                                               | Palla *1372 †1462 avversario di Cosimo il Vecchio                                                    | Palla *1372 †1462 avversario di Cosimo il Vecchio | Filippo †1405 Margherita di Piero Ferrantini | Filippo †1405 Margherita di Piero Ferrantini                                                                | | | | | Carlo †1383 esiliato                                                               | Carlo †1383 esiliato                                                               | Altre linee ·            | Altre linee · | Tommaso della magistratura degli “Otto della Guerra”, in seguito al Tumulto dei Ciompi, accolto dai Gonzaga a Mantova Giovanna di Guido Monaldi (m) Giulia di Federico Malaspina | Tommaso della magistratura degli “Otto della Guerra”, in seguito al Tumulto dei Ciompi, accolto dai Gonzaga a Mantova Giovanna di Guido Monaldi (m) Giulia di Federico Malaspina |                                                           |
|                           |                           |                           |                           |                                    | | | | | | | | | |                                                                                    |                                                                                    |                          | | | |                                                           |
|                           |                           |                           |                           |                                    | | | | | | | | | |                                                                                    |                                                                                    |                          | | | |                                                           |
|                           |                           |                           |                           |                                    | | Linea di Ferrara estinta nel XVIII sec. ·                                                            | Linea di Ferrara estinta nel XVIII sec. · | Simone *1376 †1424 Andreola di Neri Rondinelli | Simone *1376 †1424 Andreola di Neri Rondinelli                                                              | | | | | Nanne (Giovanni) *1376 †1427 capitano d'arme estense                               | Nanne (Giovanni) *1376 †1427 capitano d'arme estense                               | Altra linea di Firenze · | Altra linea di Firenze ·                                                                                           | Uberto Lucrezia Salviati | Uberto Lucrezia Salviati |                                                           |
|                           |                           |                           |                           |                                    | | | | | | | | | |                                                                                    |                                                                                    |                          | | | |                                                           |
|                           |                           |                           |                           |                                    | | | | | | | | | |                                                                                    |                                                                                    |                          | | | |                                                           |
|                           |                           |                           |                           |                                    | | Leone *1637 †1703 Arcivescovo di Firenze                                                             | Leone *1637 †1703 Arcivescovo di Firenze | Matteo *1397 †1435 Alessandra di Filippo Macinghi | Matteo *1397 †1435 Alessandra di Filippo Macinghi                                                           | | | | | Tito Vespasiano *1424 †1505 letterato                                              | Tito Vespasiano *1424 †1505 letterato                                              |                          | | Benedetto 1. Caterina Gonzaga di Novellara 2. Lucrezia Guicciardini | Benedetto 1. Caterina Gonzaga di Novellara 2. Lucrezia Guicciardini |                                                           |
|                           |                           |                           |                           |                                    | | | | | | | | | |                                                                                    |                                                                                    |                          | | | |                                                           |
|                           |                           |                           |                           |                                    | | | | | | | | | |                                                                                    |                                                                                    |                          | | | |                                                           |
|                           |                           |                           |                           |                                    | | | Filippo Strozzi il Vecchio *1428 †1491 1. Fiammetta di Donato Adimari 2. Selvaggia di Bartolommeo Gianfigliazzi fece costruire Palazzo Strozzi a Firenze    | Filippo Strozzi il Vecchio *1428 †1491 1. Fiammetta di Donato Adimari 2. Selvaggia di Bartolommeo Gianfigliazzi fece costruire Palazzo Strozzi a Firenze | Lorenzo *1430 †1479 Antonia Baroncelli                                                                      | Lorenzo *1430 †1479 Antonia Baroncelli                                                                                                 | | | | Ercole *1473 †1508 letterato, confidente di Lucrezia Borgia                        | Ercole *1473 †1508 letterato, confidente di Lucrezia Borgia                        |                          | Uberto · Lodovica Visconti "'LINEA DI GERIO, STROZZI 'DI MANTOVA'. MARCHESI STROZZI- Vedi sopra "Linea di Gerio" · | Uberto · Lodovica Visconti "'LINEA DI GERIO, STROZZI 'DI MANTOVA'. MARCHESI STROZZI- Vedi sopra "Linea di Gerio" ·                                                               | Francesco Strozzi CONTI DI MONTALTO estinto nel XVII sec. | Francesco Strozzi CONTI DI MONTALTO estinto nel XVII sec. |
|                           |                           |                           |                           |                                    | | | | | | | | | |                                                                                    |                                                                                    |                          | | | |                                                           |
|                           |                           |                           |                           |                                    | | | | | | | | | |                                                                                    |                                                                                    |                          | | | |                                                           |
|                           |                           |                           |                           |                                    | | | Lorenzo *1482 †1549 Lucrezia di Bernardo Rucellai | Lorenzo *1482 †1549 Lucrezia di Bernardo Rucellai | PRINCIPI DI SANT'ANNA (dal 1643) estinto nel 1667 e nelle ramificazioni non nobili nei primi dell'Ottocento | PRINCIPI DI SANT'ANNA (dal 1643) estinto nel 1667 e nelle ramificazioni non nobili nei primi dell'Ottocento                            | | | |                                                                                    |                                                                                    |                          | | | |                                                           |
|                           |                           |                           |                           |                                    | | | | | | | | | |                                                                                    |                                                                                    |                          | | | |                                                           |
|                           |                           |                           |                           |                                    | | | | | | | | | |                                                                                    |                                                                                    |                          | | | |                                                           |
|                           |                           |                           |                           |                                    | | | Giovanni Battista *1504 †1571 Maria di Bindo Altoviti | | | | | | |                                                                                    |                                                                                    |                          | | | |                                                           |
|                           |                           |                           |                           |                                    | | | | | | | | | |                                                                                    |                                                                                    |                          | | | |                                                           |
|                           |                           |                           |                           |                                    | | | | | | | | | |                                                                                    |                                                                                    |                          | | | |                                                           |
|                           |                           |                           |                           |                                    | | | Lorenzo *1561 †1595 Lorenza Emilia Guicciardini | | | | | | |                                                                                    |                                                                                    |                          | | | |                                                           |
|                           |                           |                           |                           |                                    | | | | | | | | | |                                                                                    |                                                                                    |                          | | | |                                                           |
|                           |                           |                           |                           |                                    | | | | | | | | | |                                                                                    |                                                                                    |                          | | | |                                                           |
|                           |                           |                           |                           |                                    | | | Lorenzo *1595 †1671 1. Maria di Lorenzo Machiavelli 2. Alessandra di Francesco Borromei ved. Pazzi                                                          | | | | | | |                                                                                    |                                                                                    |                          | | | |                                                           |
|                           |                           |                           |                           |                                    | | | | | | | | | |                                                                                    |                                                                                    |                          | | | |                                                           |
|                           |                           |                           |                           |                                    | | | | | | | | | |                                                                                    |                                                                                    |                          | | | |                                                           |
|                           |                           |                           |                           |                                    | | | Giovanni Battista *1619 †1681 Francesca di Luigi Altoviti                                                                                                   | | | | | | |                                                                                    |                                                                                    |                          | | | |                                                           |
|                           |                           |                           |                           |                                    | | | | | | | | | |                                                                                    |                                                                                    |                          | | | |                                                           |
|                           |                           |                           |                           |                                    | | | | | | | | | |                                                                                    |                                                                                    |                          | | | |                                                           |
|                           |                           |                           |                           |                                    | | | PRINCIPI DI FORANO Lorenzo Francesco I principe di Forano, II duca di Bagnolo (ex uxor) *1674 †1742 Teresa di Giovan Battista Strozzi, dei duchi di Bagnolo | | | | | | |                                                                                    |                                                                                    |                          | | | |                                                           |
|                           |                           |                           |                           |                                    | | | | | | | | | |                                                                                    |                                                                                    |                          | | | |                                                           |
|                           |                           |                           |                           |                                    | | | | | | | | | |                                                                                    |                                                                                    |                          | | | |                                                           |
|                           |                           |                           |                           |                                    | Filippo II principe di Forano, III duca di Bagnolo *1699 †1763 Isabella d'Acquaviva dei duchi d'Atri | Filippo II principe di Forano, III duca di Bagnolo *1699 †1763 Isabella d'Acquaviva dei duchi d'Atri | Piero *1710 †1729 | Piero *1710 †1729 | Ferdinando Giuseppe III principe di Forano, IV duca di Bagnolo *1718 †1769 Giulia di Piero Strozzi          | Ferdinando Giuseppe III principe di Forano, IV duca di Bagnolo *1718 †1769 Giulia di Piero Strozzi                                     | | | |                                                                                    |                                                                                    |                          | | | |                                                           |
|                           |                           |                           |                           |                                    | | | | | | | | | |                                                                                    |                                                                                    |                          | | | |                                                           |
|                           |                           |                           |                           |                                    | | | | | | | | | |                                                                                    |                                                                                    |                          | | | |                                                           |
|                           |                           |                           |                           |                                    | | | | | Lorenzo IV principe di Forano, V duca di Bagnolo *1748 †1802 Lodovica di Emilio Altieri                     | | | | |                                                                                    |                                                                                    |                          | | | |                                                           |
|                           |                           |                           |                           |                                    | | | | | | | | | |                                                                                    |                                                                                    |                          | | | |                                                           |
|                           |                           |                           |                           |                                    | | | | | | | | | |                                                                                    |                                                                                    |                          | | | |                                                           |
|                           |                           |                           |                           |                                    | | | | | Ferdinando Maria V principe di Forano, VI duca di Bagnolo *1774 †1835 Teresa di Beaufort                    | | | | |                                                                                    |                                                                                    |                          | | | |                                                           |
|                           |                           |                           |                           |                                    | | | | | | | | | |                                                                                    |                                                                                    |                          | | | |                                                           |
|                           |                           |                           |                           |                                    | | | | | | | | | |                                                                                    |                                                                                    |                          | | | |                                                           |
|                           |                           |                           |                           |                                    | | | | | Ferdinando Lorenzo VI principe di Forano, VII duca di Bagnolo *1821 †1878 Antonietta Centurione Scotto      | | | | |                                                                                    |                                                                                    |                          | | | |                                                           |
|                           |                           |                           |                           |                                    | | | | | | | | | |                                                                                    |                                                                                    |                          | | | |                                                           |
|                           |                           |                           |                           |                                    | | | | | | | | | |                                                                                    |                                                                                    |                          | | | |                                                           |
|                           |                           |                           |                           |                                    | | | Piero VII principe di Forano, VIII duca di Bagnolo *1855 †1907 Sofia di Ladislao Brancza Branicki                                                           | Piero VII principe di Forano, VIII duca di Bagnolo *1855 †1907 Sofia di Ladislao Brancza Branicki                                                        | Leone VIII principe di Forano, IX duca di Bagnolo *1856 †1929 Maria Clementina di Andrea Corsini            | Leone VIII principe di Forano, IX duca di Bagnolo *1856 †1929 Maria Clementina di Andrea Corsini                                       | | Luisa *1859 †1929 Francesco Guicciardini | Luisa *1859 †1929 Francesco Guicciardini |                                                                                    |                                                                                    |                          | | | |                                                           |
|                           |                           |                           |                           |                                    | | | | | | | | | |                                                                                    |                                                                                    |                          | | | |                                                           |
|                           |                           |                           |                           |                                    | | | | | | | | | |                                                                                    |                                                                                    |                          | | | |                                                           |
|                           |                           |                           |                           |                                    | | | | | Beatrice *1894 †1932 Paolo Paolozzi Estinzione del ramo                                                     | Beatrice *1894 †1932 Paolo Paolozzi Estinzione del ramo                                                                                | Paolo Guicciardini *1880 †1955 | Paolo Guicciardini *1880 †1955 | Piero Guicciardini *1882 †1961 Maria Luisa Bombicci Pontelli | Piero Guicciardini *1882 †1961 Maria Luisa Bombicci Pontelli                       |                                                                                    |                          | | | |                                                           |
|                           |                           |                           |                           |                                    | | | | | | | | | |                                                                                    |                                                                                    |                          | | | |                                                           |
|                           |                           |                           |                           |                                    | | | | | | | | | |                                                                                    |                                                                                    |                          | | | |                                                           |
|                           |                           |                           |                           |                                    | | | | | | | | | Girolamo Strozzi Majorca Renzi XIX Principe di Forano, X Duca di Bagnolo *1938 Irina Nathalie Reine Kostka Neprejetsky                                                                      |                                                                                    |                                                                                    |                          | | | |                                                           |

## Residenze e patronati
| Immagine          | Nome                                                                      | Costruzione | Restauri/modifiche | Curiosità | Località                                         | N.             |                |
| Edifici civili    | Edifici civili                                                            | Edifici civili | Edifici civili | Edifici civili | Edifici civili                                   | Edifici civili | Edifici civili |
| Toscana           | Toscana                                                                   | Toscana | Toscana | Toscana | Toscana                                          | Toscana        | Toscana        |
| ----------------- | ------------------------------------------------------------------------- | --- | --- | --- | ------------------------------------------------ | -------------- | -------------- |
|                   | Torre degli Strozzi                                                       | Costruita prima del XIII secolo. | Di altezza certamente più alta rispetto agli edifici circostanti, dopo la generale "scapitozzatura" della fine del Duecento di tutte le torri private fiorentine, assunse l'altezza attuale. | La Torre era la residenza principale della famiglia Strozzi, prima che questi si dividessero in vari rami e si trasferissero nel corso del tempo negli adiacenti palazzi fatti esigere successivamente come Palazzo dello Strozzino e il grandioso Palazzo Strozzi, tutti in Piazza degli Strozzi. | Firenze, Italia                                  |                |                |
|                   | Palazzo dello Strozzino (anche detto Palazzo delle Tre Porte)             | Fu costruito dagli Strozzi nel XV secolo, su terreni appartenenti a Palla Strozzi. Il disegno è attribuito a Michelozzo e Giuliano da Maiano. | Durante l'Ottocento venne realizzato l'ultimo piano. Con i lavori del Risanamento e sventramento di Firenze Capitale d'Italia, a fine Ottocento il Palazzo venne parzialmente demolito. Ad inizio XX secolo si demolì un'altra parte del complesso, compreso il bel cortile quattrocentesco, per costruire il Cinema-Teatro Savoia, poi Odeon, su progetto di Marcello Piacentini in collaborazione con Ghino Venturi. | È più antico, ma più piccolo, del maestoso palazzo Strozzi e fu residenza di membri di rami secondari. | Firenze, Italia                                  |                |                |
|                   | Palazzo Strozzi                                                           | Fu costruito in un lungo periodo, dal 1489 al 1538, da vari architetti: Giuliano da Sangallo (forse autore del progetto, ma non partecipò alla costruzione), Benedetto da Maiano, Simone del Pollaiolo, Baccio d'Agnolo. | Successivamente, nel 1638, Gherardo Silvani realizzò la cappella al primo piano e nel 1662 ingrandì lo scalone su Via de' Tornabuoni. Nel 1864 fu aggiunta esternamente la cosiddetta "panca di via" da Giuseppe Poggi, e furono attuate altre modifiche. Venne restaurato tra il 1886 e il 1889 e, nuovamente, a inizio Novecento. | Voluto da Filippo Strozzi il Vecchio e d'imponente mole, è considerato un capolavoro dell'architettura rinascimentale. All'esterno si trovano opere in ferro battuto (portafiaccole, torciere, portabandiere, anelli per cavalli) del famoso ferraio Il Caparra. | Firenze, Italia                                  |                |                |
|                   | Palazzo Strozzi di via degli Anselmi                                      | Risale ala seconda metà del Quattrocento. | Venne demolito tra il 1893 e il 1894 per allargare via degli Anselmi e via dei Sassetti | | Firenze, Italia                                  |                |                |
|                   | Palazzo Nonfinito                                                         | Fu costruito dagli Strozzi su terreni e case già appartamenti ai Pazzi, Niccolini e Perini. I lavori iniziarono nel 1593, continuarono fin oltre il 1612 e vi dovettero intervenire più architetti e scultori, tra i quali Bernardo Buontalenti, Matteo Nigetti, Vincenzo Scamozzi, Giovanni Battista Caccini, Il Cigoli, Santi di Tito. | Nella prima metà dell'Ottocento l'architetto Pasquale Poccianti fu chiamato a riadattare i locali. Dopo il 1865 furono eseguiti lavori di consolidamento, restauro e decorazione di alcuni ambienti su progetto dell'architetto Francesco Mazzei, con il cantiere sotto la direzione dell'ingegnere Nicola Nasi. Nel 1917 ci furono adeguati lavori per l'accasermamento militare. La facciata fu restaurata tra il 1938 e il 1944 da Piero Sanpaolesi. Subì danni nella II Guerra Mondiale e fu restaurato nel 1948. Altri restauri furono effettuati nel 1956, 1967, 1972. | Dagli Strozzi la proprietà nel 1802 passò a Giovanni Guasti che nel 1814 la rivendette al Regio Governo della Toscana e vi furono allestiti vari uffici. Con l'avvento del Regno d'Italia e Firenze Capitale, il Palazzo fu sede del Consiglio di Stato. Dal 1901 al 1911 fu acquistato e utilizzato dalle Poste italiane e nel 1917 venne occupato da uffici militari. Dal 1924 è sede del Museo di Storia Naturale.                                                | Firenze, Italia                                  |                |                |
|                   | Palazzo Strozzi di Mantova (anche detto Palazzo Guadagni-Strozzi-Sacrati) | Fu costruito nel XV secolo dalla famiglia Buondelmonti su antiche case della famiglia Bischeri. | Modifiche ed ampliamenti del Palazzo iniziarono nel 1604 e andarono avanti a più riprese almeno fino al 1640, forse ad opera dell'architetto e scultore Gherardo Silvani. A metà del Settecento e nuovamente dal 1812 al 1815 furono realizzate altre modifiche e opere di abbellimento decorativo. Divenuto proprietà della Regione Toscana nel 1989, subì ad inizio XXI secolo una lunga e complessa fase di restauro costata 12 milioni di €. | Confiscata ai Buondelmonti, passò prima agli Arringucci e poi ai Guadagni a fine XVI secolo. Nel XIX secolo passò ad Anna Riccardi-Strozzi e al figlio Carlo, poi passò per eredità a degli Strozzi del ramo di Mantova, poi fusi con la famiglia Sacrati. È oggi sede della Giunta e della Regione Toscana. | Firenze, Italia                                  |                |                |
|                   | Villa Strozzi "Il Querceto"                                               | La villa originaria fu costruita nel XIV secolo dalla famiglia Bonaccorsi. | Nel XVI secolo fu aggiunta una seconda torre, donando così una forma più simmetrica alla villa, che venne anche dotata di un elegante giardino. Il cortile interno presenta rimaneggiamenti ottocenteschi neo-rinascimentali e sempre al XIX secolo risalgono le scuderie. | Falliti in debiti i Bonaccorsi, nel 1347 la villa e annessi furono acquistati dagli Strozzi. Nel 1871, la marchesa Anna Strozzi, ultima discendente del ramo proprietario della villa, la donò al figlio Carlo Ricciardi, ma, morendo nello stesso anno, la villa fu acquistata dal ramo degli Strozzi-Sacrati, discendenti dal ramo di Mantova, che la mantennero fino al 1982.                                                                                     | Ponte a Mensola, frazione di Firenze, Italia     |                |                |
|                   | Villa Strozzi al Boschetto                                                | Fu fatta costruire a metà del XVI secolo da Giovan Battista di Lorenzo Strozzi. | Un'importante trasformazione si ebbe nella metà del XIX secolo, quando il principe Ferdinando Strozzi commissionò a Giuseppe Poggi il restauro della villa e la riprogettazione del parco. | Dopo lunghe vicissitudini, tra cui la requisizione prima da parte delle truppe tedesche e poi di quelle alleate nella II Guerra Mondiale, parco e villa furono acquistati dal Comune di Firenze, diventando parco pubblico (denominato "Parco di Villa Strozzi" o "Il Boschetto"). È oggi sede del centro Tempo Reale, e fino al 2011 fu anche sede del centro Polimoda.                                                                                             | Soffiano, frazione di Firenze, Italia            |                |                |
|                   | Villa Strozzi di Bagnolo (o semplicemente Villa di Bagnolo)               | Fu costruita tra il XVI e il XVII secolo dalla famiglia Strozzi, riadattando probabilmente una struttura medievale più modesta. | Fu rimodernata verso il 1742, quando venne probabilmente definito l'aspetto della facciata oggi visibile, e poi di nuovo a fine del XVIII secolo e nel XIX secolo. | Passata di erede in erede fino ai giorni nostri, non è mai stata messa in vendita, sebbene dal 1863 la linea maschile di questo ramo Strozzi si sia estinta. | Bagnolo, frazione di Montemurlo, Italia          |                |                |
|                   | Villa Strozzi di San Martino                                              | La villa fu costruita almeno nel XV secolo dalla famiglia Strozzi. | Interventi ci furono nel XVIII, XIX e XX secolo. | Nel 1601 la Villa fu acquistata da Filippo Machiavelli, 22 anni passò a Camillo Pandolfini e nell'Ottocento passò ai Taddei. Nel 1905 venne acquistata dai Goretti, poi passò agli Strozzi-Ridolfi, che la mantennero fino al 1960. A fine XX secolo fu sede della SMA. Nel 2000 il complesso viene acquistato dalla "Kontact s.p.a." e poco dopo fu acquistata dalla società "Villa Strozzi a Marignolle s.r.l.", tuttora proprietaria.                             | Soffiano, frazione di Firenze, Italia            |                |                |
|                   | Rocca Strozzi                                                             | La Rocca fu fatta costruire nel XIV secolo dalla Repubblica di Firenze, nel luogo dove dall'XI secolo sorgeva una prima rocca (poi distrutta dai ghibellini nel 1260) costruita dalla famiglia guelfa dei Mazzinghi. | Modifiche furono effettuate nel XIX secolo e furono iniziate opere di restauro dopo l'acquisto da parte del Comune di Campi Bisenzio. | L'importanza militare della Rocca venne meno e nel XVI secolo venne acquistata dalla famiglia Strozzi, che qui aveva molti possedimenti, e fu trasformata in fattoria. Per qualche decennio tra il XIX e il XX secolo ospitò anche la locale caserma dei Carabinieri. Divenne proprietà dello Stato italiano, quando gli eredi di Uberto Strozzi Sacrati la cedettero come pagamento delle tasse di successione, e venne poi acquisita dal Comune di Campi Bisenzio. | Campi Bisenzio, Italia                           |                |                |
| Lazio             |                                                                           | | | |                                                  |                |                |
|                   | Palazzo Strozzi alle Stimmate (oggi noto come Palazzo Besso)              | Il palazzo antico venne costruito nel XV secolo dalla famiglia Rustici. | Nel XVI secolo Marcello Vestri, cognato di Francesco Rustici, fece commissionare importanti lavori di rinnovo dei locali al capomastro lombardo Battista Mola. Ad inizio XVII secolo il cardinale Ottavio Paravicini lo fece abbellire e ampliare. Gli Strozzi lo decorrono e ampliarono ancora e vi lavorò anche Sebastiano Cipriani. La Banca Tiberina realizzò importanti lavori di ammodernamento dal 1882 al 1886. | Nel 1606 Francesco Rustici, indebitato, fu costretto a vendere l'intero palazzo al cardinale Ottavio Paravicini. Nel 1620 passò alla famiglia Oliati, che dal 1636 lo affittò alla famiglia Strozzi, i quali ne divennero proprietari nel 1649 e che lo vendettero solo nel 1882. Nel 1905 divenne proprietà di Marco Besso e sede della sua Fondazione. | Roma, Italia                                     |                |                |
| Lombardia         |                                                                           | | | |                                                  |                |                |
|                   | Palazzo Strozzi                                                           | Un nuovo palazzo venne fatto costruire nel 1863 da Luigi Strozzi, riutilizzando un palazzo costruito nel 1826 da Pietro Tommasi ed alcuni edifici adiacenti. In quei luoghi sorgeva dal XV secolo la dimora dei Folenghi e successivamente, fino ai primi decenni del XIX secolo, un palazzo dei Torelli.                                | Una radicale ristrutturazione, su progetto dell'architetto Giovanni Giachi, interessò l'ex-proprietà Strozzi tra il 1910 e il 1912 con l'utilizzo anche del cemento armato, all'epoca di nuova introduzione in edilizia. | Dal 1872 fu sede centrale della Banca Mutua Popolare, poi dal 1949 della Banca Agricola Mantovana (BAM). Precedentemente, dal 1944 fu utilizzato come tipografia de La Voce di Mantova. Nel 2008 divenne proprietà della Banca Monte dei Paschi di Siena, a seguito della fusione della BAM con quest'ultima. | Mantova, Italia                                  |                |                |
|                   | Villa Strozzi                                                             | La villa venne edificata, tra il XVII e il XVIII secolo, dal ramo mantovano della famiglia Strozzi. | Nel XIX per volere di Luigi Strozzi si attuò la ristrutturazione dell'intero fabbricato, ampliandone la proprietà. Venne danneggiato dal terremoto del 2012 ed è tutt'oggi in corso un progetto di recupero del valore di 13,5 milioni di €. | È dal 1953 sede di una scuola di agraria ed ospita anche gli uffici amministrativi e i servizi generali dell'istituto "P. A. Strozzi". Il complesso è di proprietà della Provincia di Mantova dal 1976. | Palidano, frazione di Gonzaga, Italia            |                |                |
| Edifici religiosi |                                                                           | | | |                                                  |                |                |
| Toscana           |                                                                           | | | |                                                  |                |                |
|                   | Cappella Strozzi (successivamente detta Cappella Strozzi di Mantova)      | La costruzione terminò verso il 1335 e, solo successivamente, dal 1350 al 1357 venne affrescata dal pittore Nardo di Cione (fratello dell'Orcagna), con la partecipazione di Niccolò di Tommaso e Giovanni del Biondo. | | Oltre agli affreschi di Nardo di Cione, nella cappella vi si trova anche un polittico sull'altare, opera realizzata dall'Orcagna (fratello di Nardo). | Basilica di Santa Maria Novella, Firenze, Italia |                |                |
| Lombardia         |                                                                           | | | |                                                  |                |                |
|                   | Mausoleo Strozzi                                                          | La costruzione fu opera della scuola di Giulio Romano. | | Il monumento è dedicato al condottiero Pietro Strozzi (?-1529), al servizio dei Gonzaga. | Basilica di Sant'Andrea, Mantova, Italia         |                |                |